# 日本のキリスト教史
日本のキリスト教史（にほんのキリストきょうし）では、日本におけるキリスト教の歴史とその展開について述べる。
日本の宗教全般については「日本の宗教」を参照のこと。
世界のキリスト教の歴史については、「キリスト教の歴史」を参照のこと。

## 概要

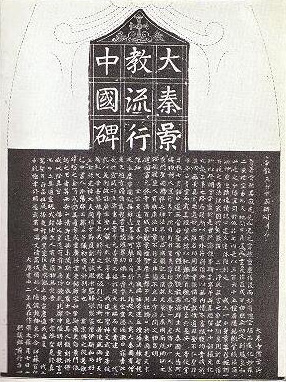
7世紀頃には、唐にキリスト教が伝わっていたことを示す大秦景教流行中国碑。中国の影響を強く受けた日本でも、キリスト教が何らかの形で伝えられていたという説はあるも、確証はない。

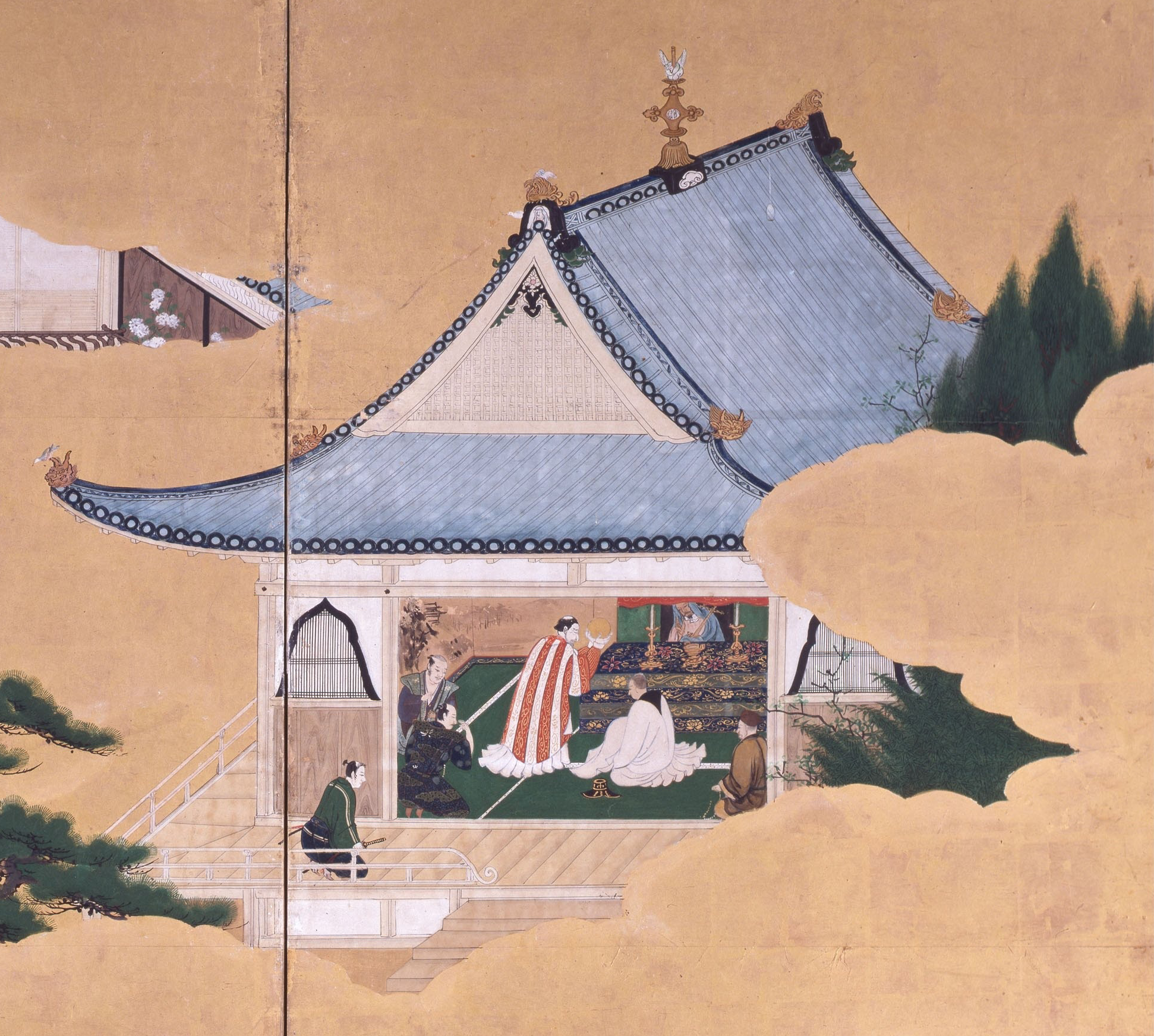
キリスト教の儀式を行う日本人と司祭

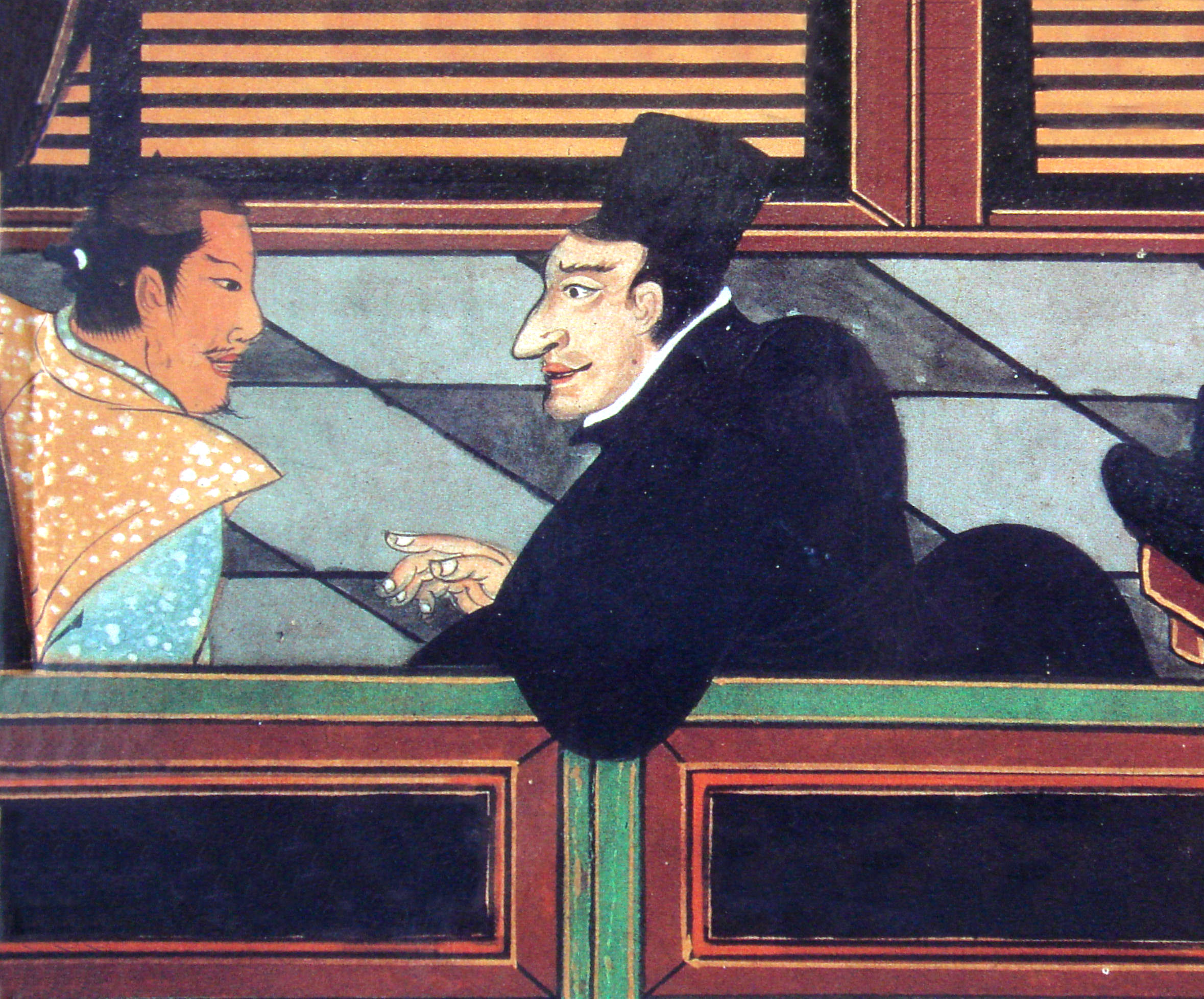
イエズス会士と日本人（1600年頃）

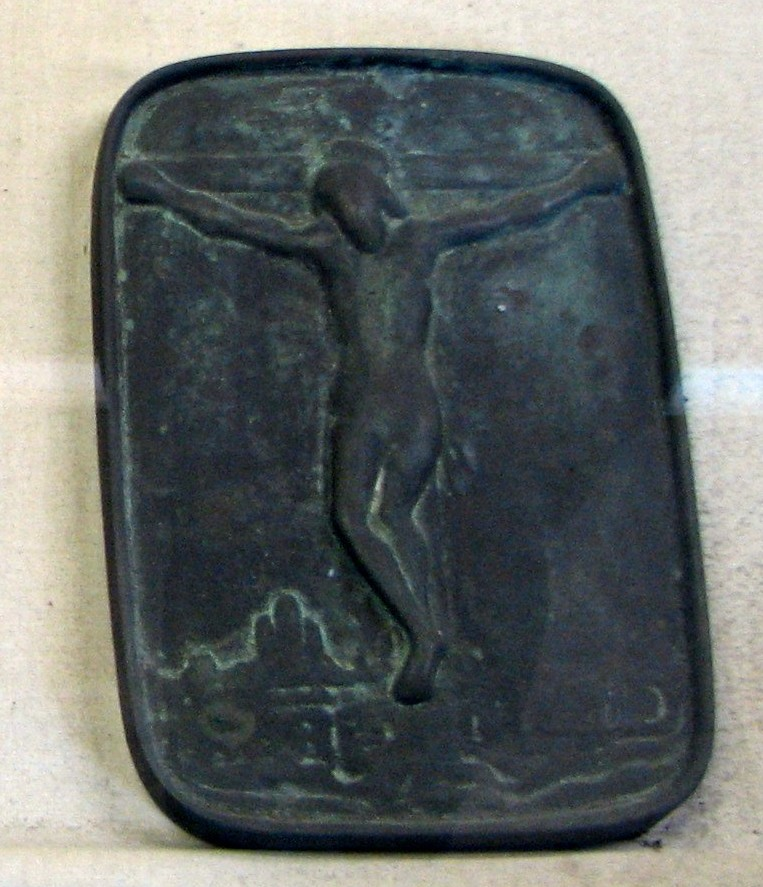
イエス・キリストの踏み絵

「日本にいつキリスト教が到来したか？」という日本の歴史上の問いに関しては、歴史的・学問的に見て証拠が多く、高等学校日本史の文部科学省検定済教科書で、キリスト教の日本への最初の伝来となっているのは、「1549年にカトリック教会の修道会であるイエズス会のフランシスコ・ザビエルによる布教」である。
戦国時代のさなかであり、当初は、ザビエルたちイエズス会の宣教師のみで、キリスト教の日本布教が開始された。
宣教師たちは、日本人と衝突を起こしながらも布教を続け、時の権力者織田信長の庇護を受けることにも成功し、順調に信者を増大させた。
しかし、豊臣秀吉の安土桃山時代には、勢力を拡大したキリスト教徒が、神道や仏教を迫害する事例が起こった。他、ポルトガル商人によって日本人が奴隷貿易の商品となって海外へ人身売買されているという話も出ており、これを耳にした秀吉は、バテレン追放令を発布し、宣教を禁止した。秀吉が奴隷貿易に怒って追放令を発したとの説もあるが、最新の研究はこの説を否定している。
しかし、この時は南蛮貿易の利益が優先され、また下手に弾圧すると、九州征伐で平定したばかりの九州での反乱が考えられたため（当時の日本では、特に宣教開始の地である九州地方でキリシタン大名や信者（キリシタン）が多かった）、本格的な追放は行われず、宣教活動は半ば黙認されていた。だが、サン＝フェリペ号事件が起きたころ、秀吉はキリスト教の本格的な弾圧を開始した。
やがて時代が移り、関ヶ原の戦いで勝利を収めて豊臣政権に代わって、天下統一を成し遂げた徳川家康の江戸時代には、一時的に布教は認められた。しかし、その後は江戸幕府が禁教令を出し、キリスト教を禁教として鎖国政策を採ったため、宣教師はもちろん、外国人も許可無しでは日本に入国できなくなった。
一方で檀家制度を整備して、キリスト教徒をあぶり出すため、庶民に踏み絵を踏ませた。その間、江戸時代の末まで、一部の信者たちが密かにキリスト教の信仰を伝えていくこととなった。この信者たちのことは「隠れキリシタン」と呼ばれている。
やがて明治維新が起き、江戸時代は終わった。明治には欧米列強と不平等条約を結ばされ、諸外国と対等になろうと必死であった明治政府は日本の近代化を図り、富国強兵や殖産興業、文明開化といった政治・法律・経済・軍事など、西洋式に倣ってあらゆる分野の改革を断行した。その中には、国内でのキリスト教の布教・国民の信仰許可も含まれており、完全ではなかったものの信教の自由が法的にも保障された。
以後、キリスト教は再度日本での布教を開始していった。戦国時代ではカトリックが主であったが、明治以降はプロテスタントや正教会など、各派が布教を行った。この時、クリスマスなどのいくつかの行事が日本に持ち込まれ、日本の文化の一つとして定着していった。
第二次世界大戦が始まると、「敵国の宗教」ともみなされたキリスト教も神道や仏教など他の宗教と同じく、政府・大本営から戦争協力を命じられ、それを拒絶した宗教団体は、特別高等警察から徹底的に弾圧されることとなった。第二次世界大戦がと日本の敗北で終結すると、日本ではほぼ完全な形での信教の自由が日本国憲法で（第20条）保障され、不自由のないキリスト教の布教が開始された。
英国国教会とルーテル教会はフランシスコ・ザビエルを崇敬し、命日の12月3日を記念日としている。日本二十六聖人についてもルーテル教会、英国国教会、聖公会は殉教した日の2月5日または翌日の2月6日を記念日としている。
現在、キリスト教の文化は（教会での結婚式やクリスマスなどに象徴されるように）日本の文化に様々な影響を与えている。しかし、日本は公的機関が宗教の割合を詳しく調査していないので不明な点もあるが、キリスト教の信者そのものは、カトリック・プロテスタント・正教会の全てを合計しても、日本人全体の1%前後程度といわれている。文化庁の宗教年鑑では、信者数で1%となっている。また、CIAの調査によると、日本のキリスト教徒の割合は1.5%ほどと推定されている。東京基督教大学の日本宣教リサーチによれば、2014年の日本のキリスト教人口は約104万人で、日本の全人口のうち、0.82%となっている。2018年も信者数の概数は105万人で、対人口比で0.83%で、概数は変わっていない。
各国の宗教団体には普遍的に見られることだが、日本のキリスト教団体も、教義や伝道方法への考え方の相違、行動方針や政治的主張を巡っての対立があり、多くの諸団体に分かれている。それぞれの団体は、協力、もしくは対立関係にある。

## 戦国時代から安土桃山時代

### 背景
16世紀、ドイツ（当時の神聖ローマ帝国）でマルティン・ルターが起こした宗教改革が各国に波及しており、カトリックのお膝元のイタリアでさえ教皇の権威に陰りが見えていた。
カトリック教会は、権威を取り戻すために遠くアジアでの布教活動も視野に入れ始めていた。信者数が増えればプロテスタント勢力への牽制にもなる。また、金銭的な問題からも、アジア布教は急務と教会上層部は考えていた。当時は贖宥状（免償符）への風当たりが強くなったため、売り上げが急減しており、カトリックの財政事情に影響を及ぼしていた。アジアの有力者を信者にすれば、カトリック教会への莫大な献金が期待できた。なお、贖宥状の金銭での売買は、トリエント公会議の決議によって1563年に禁止されている。
このようなヨーロッパの宗教事情が、日本にイエズス会やフランシスコ会の宣教師が入国する下地となっていった。
宣教師は、アジアへ活発に派遣されていった。まず、植民地化が進んでいたインドや東南アジアに大量に送り込まれた。宣教師たちはさらに東にも目を向け、やがて極東にまで進出してくるようになった。

### フランシスコ・ザビエルによる宣教活動
イエズス会（カトリック教会の修道会）の創設メンバーの一人で、西インドで宣教活動に従事していたバスク人司祭フランシスコ・ザビエルがマラッカで知り合った「ヤジロウ」（アンジロウとも）という日本人によって、日本のことを知り興味を抱いたことが、日本における宣教活動のきっかけとなった。農民の家の子供であるフェルナン・メンデス・ピントは支那沿岸から颶風（ぐふう・熱帯気候 低気圧の旧称の風）に遭って薩摩の種子島に漂着したのであるが、そこからまたインドに渡ったりして、先に日本から伴って行った勘四郎に教理を教えて聖霊降臨日の大祝日に洗礼を受けさせた勘四郎と云う男（洗礼名、パウロ）と日本人の従者二人（ヨハネとアントニオ）が日本人で最初の洗礼を受けたカトリック信者である
1549年に始まるザビエルによる宣教活動が、日本へのキリスト教の最初の伝来で、これは歴史事実として教科書等に記述されて、一般にも広く知られている。

### フランシスコ・ザビエルとイエズス会

フランシスコ・ザビエル

ザビエルは、ヤジロウやコスメ・デ・トーレス、ジョアン・フェルナンデスらとともに8月15日（この日は「聖母マリアの被昇天の祭日」に当たり、ザビエルは日本を聖母マリアに捧げた。）鹿児島に上陸し、2年3か月にわたって宣教活動を行った。
ザビエルは「日本国王」（天皇）の宣教許可を得ようと薩摩藩から平戸、山口、堺を経て京にたどりついたが、当時の京都は戦乱で寂れきっていた。天皇の権威も失墜しており、征夷大将軍も不在であったため、ザビエルは目的を果たせなかった。その後、言語や文化の違いなど多大な困難を乗り越えながら、徐々に日本人協力者を得ることができ、700名ほどに洗礼を授けた。各地を旅する中で、ザビエルは日本文化に中国が大きな影響を与えていると見抜き、中国宣教を志して広東の上川島に上陸したが、中国本土を目前にして病没した。
日本人を「もっとも優秀で理性的な国民」であると評価したザビエルは、イエズス会本部にさらなる宣教師の派遣を依頼。それに応えて優秀な人材が積極的に日本に送られた。ザビエル以降、ガスパル・ヴィレラ、ルイス・デ・アルメイダ（豊後府内に日本最初の病院を開設）、ルイス・フロイス（織田信長や豊臣秀吉と会見し、『日本史』を記す）、ガスパール・コエリョなどのイエズス会員が日本に来航し、布教活動にあたった。
また、ザビエルは日本の首都に神学部、法学部、ならびに医学部を兼ね備えたカトリック系の総合大学を建学するという夢を抱いていたが、彼の夢は1913年にイエズス会士によって上智大学が東京に建学したことによって叶えられた（ただし、上智大学において医学部は設置されていない）。なお「上智」とは「ソフィア」の訳である。

### 日本でのイエズス会の活動

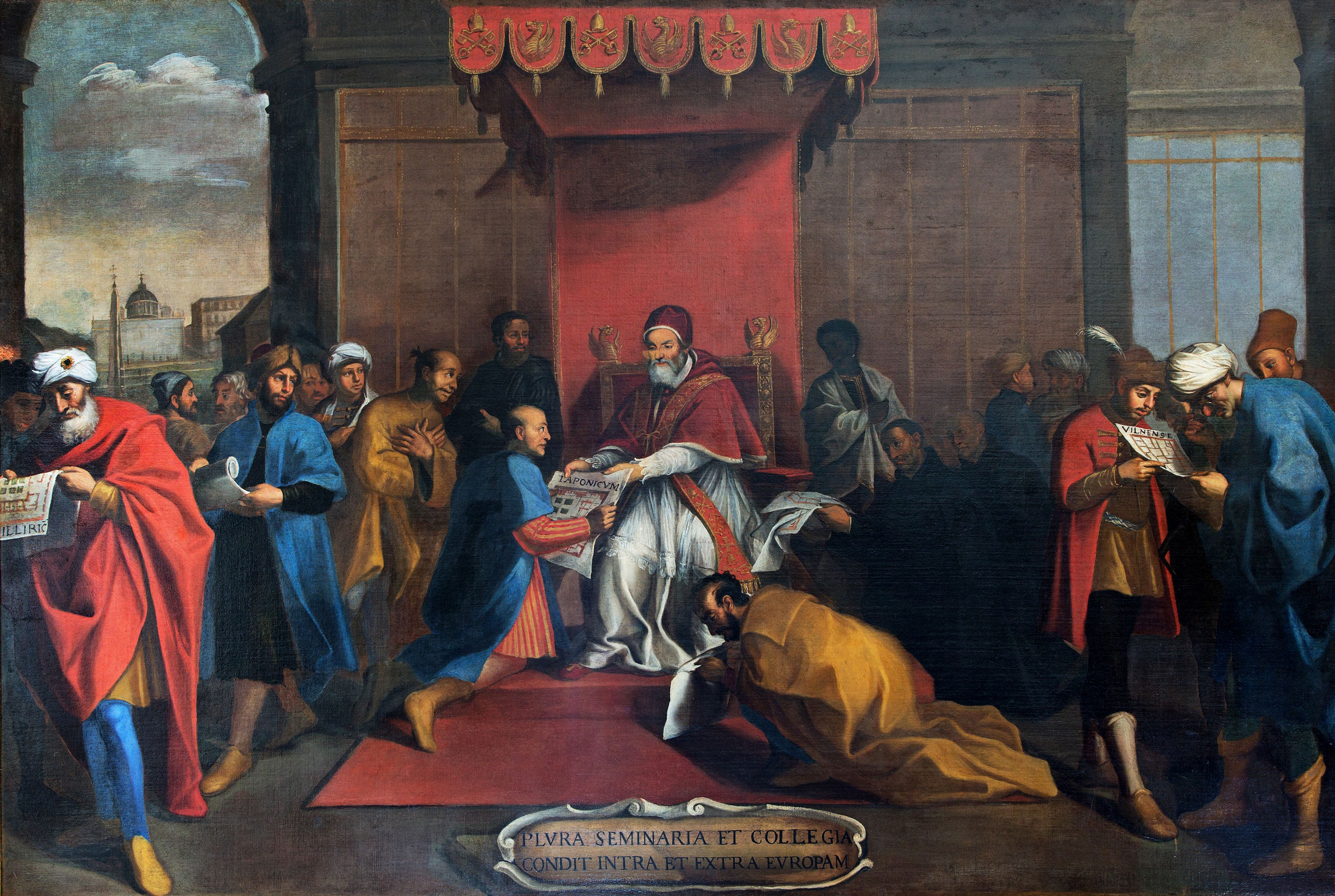
伊東マンショとグレゴリウス13世の謁見の場面

日本では、他の植民地化されたアジア地域と異なりヨーロッパの影響が及ばず、本国の軍事的・経済的な支援が無かった。そのため、宣教師たちはまずその土地の大名などの有力武将と会見し、南蛮貿易の利益などを訴えながら布教の許可を得ると共に、安全の確保を図った。これ以前、1543年にはポルトガルの船が種子島に難破しており、火縄銃などが伝来していた。大名は、独自に南蛮人との交易の道を模索している真っ最中であり、その南蛮との窓口になりうるザビエルたちは、来日当初、大名たちから基本的に歓迎された。
布教の中心的な役割を果たしたのは、ロレンソ了斎・籠手田氏・一部氏・木村氏（末次平蔵の父親の末次興善・セバスチャン木村）・ガスパル西・トマス西らなど、肥前国の平戸島・生月島の者達であった。
この過程の中でキリスト教に触れた大名たちの中にも、洗礼を受けるものが現れた。彼らがキリスト教を信仰した理由は、キリスト教の理念に真剣に惹かれた者の他、単に南蛮との貿易をより円滑かつ大規模に行いたいため、または南蛮の文化や科学技術を習得する目的から信仰するようになった者もいた。彼らはキリシタン大名と呼ばれており、特に有名なものとして大友宗麟、大村純忠、有馬晴信、結城忠正、高山友照および高山右近親子、小西行長、蒲生氏郷などがいる。
なお布教当初は、言葉の問題や、ヤジロウが聖書のデウス（神）を「大日」と訳したこと、ザビエルらが仏教発祥の地であるインド（天竺）から来たこと、日本人の間で「外来の宗教と言えば仏教」という考えが強かったことなど、複数の要因からキリスト教は「天竺教」「南蛮宗」などと呼ばれ、仏教の一派と誤解されることも多かった。布教当初、「知らずに仏教用語を使っていたことがキリスト教の正確な理解を妨げている」と認識したザビエルらは、すぐに仏教用語をできるだけ廃した「原語主義」を採用していくこととなる。
イエズス会の宣教方針に則り、日本における宣教方針は、日本の伝統文化と生活様式を尊重すること、日本人司祭や司教を養成して日本の教会を司牧させることにおかれた。これは同時代のヨーロッパ人の、非ヨーロッパ文化に対する態度としては他に例をみないものであった。「適応主義」と呼ばれたこの指針によって日本での宣教は順調に進んだ。しかし日本人には司祭になる能力も適性もないと考えて軽視したフランシスコ・カブラルが布教長であった時代、ポルトガル人と日本人たちの間で溝が深まって宣教活動が停滞した。

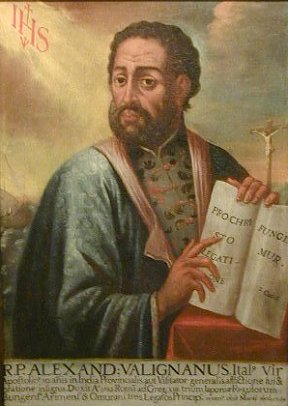
アレッサンドロ・ヴァリニャーノ

イエズス会本部からの巡察師として日本を訪れたアレッサンドロ・ヴァリニャーノは各地を回って実情を視察した上で、カブラルを解任してその方針を否定、従来行われていた適応主義の復活を命じた。ヴァリニャーノは日本人司祭の養成を急務とし、各地にセミナリオ（小神学校）とノビシャド（修練院）、コレジオ（大神学校）を設置した。これらの学校では当時の学術語であったラテン語、日本語および哲学・神学、自然科学、音楽、美術、演劇、体育と日本の古典を必修科目として学習させていた。これは人文主義的素養を重視したイエズス会の教育方針によるもので、イエズス会による教育は日本の明治以降の学校教育の先取りともいえるものであった。
さらにヴァリニャーノは将来の日本を担う少年たちに直接ヨーロッパを見せ、同時にヨーロッパに日本の存在をアピールしようと天正遣欧使節（1582年 - 1590年）を企画。イエズス会員に伴われた四人の少年たち（伊東マンショ、原マルティノ、千々石ミゲル、中浦ジュリアン）はヨーロッパ各地で熱狂的な歓迎を受け、使節の企画は大成功を収めた。

#### 宣教師の受けた誹謗中傷
宣教師に対する誹謗中傷の中でも顕著なものに、人肉を食すというものがある。フェルナン・ゲレイロの書いた「イエズス会年報集」には宣教師に対する執拗な嫌がらせが記録されている。
さらに子どもを食べるために宣教師が来航し、妖術を使うために目玉を抜き取っているとの噂が立てられていた。仏教説話集『沙石集』には生き肝を薬とする説話があり仏教徒には馴染みのある説といえ、ルイス・デ・アルメイダ等による西洋医療に対する悪口雑言ともとれるが、仏僧である大村由己が執筆した『九州御動座記』にある宣教師が牛馬を生きたまま皮を剥いで素手で食べるとの噂とも共通するものがある。

#### 社会的摩擦
日本初の南蛮外科医である修道士ルイス・デ・アルメイダは、有馬晴純は領内にあった十字架を倒し、キリスト教徒が元の教えに強制改宗するように命じたと1564年十月十四日付、豊後発信の書簡で言及している。1563年十一月七日頃には横瀬浦港にある修道院が焼かれ、次いですぐにキリシタンの農民たちの家が焼かれたという。1573年には深堀純賢によってトードス・オス・サントス教会が焼き払われた。こうしてキリスト教と仏教の信者間での対立関係が悪化していたが、日本におけるイエズス会の責任者であるヴァリニャーノは寺社の破壊を禁じていた。

#### 救貧院の設立
長崎のミゼリコルディア（救貧院）は、1583年に役員の初選出と病院の開設により正式に設立が認められた。この慈善団体は、都市外にハンセン病患者のための第二の福祉施設を運営しており、これはポルトガル人の到来以前に日本に病院が存在しなかったことから、キリスト教の慣行が大きな影響を与えたことを示している。イエズス会士ルイス・フロイスは、この施設が「日本人にとって忌まわしい」とされた人々に捧げられたと記している。この取り組みは、キリスト教の慈善理念に基づく画期的な社会福祉の導入を象徴し、日本社会に新たな枠組みを提示した。さらに、平戸において1561年に早くも救貧院が設立され、寄付を集める役員が活動していた事実は、ミゼリコルディアの制度が日本各地で早期に根付き、キリスト教の慈善理念が地域社会に広く浸透していたことを裏付ける。
イエズス会は、貧困層や重病患者を対象とした病院の運営を通じて非人との接触を深めた結果、不浄の範疇に分類された。歴史学者ジョージ・エリソンは、これらの宣教師の活動が深い慈悲の精神に根ざしていた一方で、その社会的帰結が意図したものと乖離していたことを指摘する。病院は最貧層には人気だったが、上流階級は、「汚染」への懸念を理由に宣教師との関わりを回避した。この「汚染」の観念は、病気の物理的感染というよりも、宣教師を介した社会的・象徴的な不浄への懸念に根ざしていた。特に、らい病や壊血病患者が集まる場において、イエズス会宣教師は不浄の媒介者と見なされ、高貴な後援者の眼には汚染された存在、あるいは汚染の源とみなされる危険性を負った。かくして、彼らは不浄の「場」として定位するリスクに直面した。純粋さと不浄は、日本の歴史において、上下関係を基盤とする支配の論理として繰り返し表象された。この二項対立は、時代や文脈によって具体的内容が変化するものの、その構造は一貫して支配と排除の機制を支える機能を果たしてきた。イエズス会は、意図せず不浄とみなされる下位の位置に自らを位置づけた。

#### 長崎の港湾都市としての台頭
長崎が日本における重要な港湾都市へと変貌を始めたのは1570年頃であり、キリスト教の伝来とポルトガルとの貿易がその推進力となった。当初、雑木林に覆われた無人の岬であった長崎は、キリシタン大名である大村純忠の支援を受けたイエズス会の宣教師によって選ばれ、湾の入口を視覚的に防御可能な狭い岬という自然の港湾条件が評価された。日本で最初にカトリックに改宗した大名である純忠は、1560年代初頭にイエズス会を横瀬浦に招き、そこで教会が建設され、1562年および1563年にポルトガル船が来航した。しかし、1563年に反キリスト教勢力による横瀬浦の破壊を受け、イエズス会は長崎への移転を余儀なくされた。
大村純忠は、宗教的迫害や戦乱から逃れたキリスト教徒のための定住地を設立するため、1580年6月9日付で新町長崎と茂木の寄進状を発行し、土地の無期限使用権と治外法権をイエズス会に付与した。これにより、港湾税と入港税の恒久的な徴収が確保され、専任の役人が配置された。この寄付の打診は、1579年秋のヴァリニャーノの訪問時に始まり、イエズス会は1580年10月と1582年12月の協議を経て受諾を決定した。その理由として、戦乱が続く日本での安全な拠点の必要性、迫害を受けたキリスト教徒の避難所の提供、ポルトガル船による必需品の供給、必要に応じた土地の放棄の自由を挙げた。
長崎は1579年の400戸の集落から、1590年には人口5,000人の町へと発展し、17世紀初頭には15,000人に達した。これにより、ポルトガル貿易とカトリック布教の中心地となり、複数の教区が設立されて住民の精神的需要に応えた。ヴァリニャーノは、長崎の戦略的重要性—迫害を受けたキリスト教徒の救済と宣教資金の調達—を認識しつつ、日本における政治的不安定さや領主による寄付取り消しの可能性を考慮し、撤退可能な条件付きでこの寄付を慎重に受け入れた。

#### イエズス会の偶像破壊に対する姿勢
フランシスコ・カブラルやアレッサンドロ・ヴァリニャーノに率いられたイエズス会は、改宗者による仏教寺院や神道神社の破壊を公式に反対し、こうした行為が宣教活動に有害であるとみなした。しかし、特に農村や漁村の熱心な改宗者たちは、伝統的宗教施設を封建的抑圧の象徴と見なし、過激な偶像破壊を引き起こした。これにより、長崎や熊本などの地域で寺院や神社が焼かれる事件が発生した。イエズス会はまず支配階級の改宗を優先したが、下層階級改宗者の過激な熱意が破壊行為に発展し、在地の領主や宗教関係者との関係を複雑化した。歴史学者アンドレ・C・ロスは責任の所在が不確実だと指摘するが、1606年に死ぬまで東アジアのイエズス会宣教を統括したヴァリニャーノは、こうした暴力を否定し、日本文化との融和を推奨して宣教の継続を図った。ヴァリニャーノの巡察使就任後の大規模な破壊行為の証拠は乏しく、イエズス会主導の広範な偶像破壊の主張は疑問視される。1574年の真言宗出家に見られるように、キリスト教と仏教のアイデンティティを融合させた大村純忠のようなキリシタン大名は、宗教的動機だけでなく戦略的意図から寺院破壊を容認した可能性がある。
ルイス・フロイスの『日本史（História de Japam）』は、同時代の日本側史料の不足から、寺社破壊の主要な史料として過度に依拠されてきたが、複数年にわたる出来事を簡略化して記述する等の指摘がなされており、文献としての信頼性が低い。このため同時代の宣教師の書簡はより信頼できる史料とされる。例えば、1569年にイエズス会司祭ガスパール・ヴィレラが、長崎甚左衛門純景から寄贈された仏教寺院の解体資材を用いてトードス・オス・サントス教会を建設した事例を記録している。この行為は、キリスト教の宣教が地域の宗教的景観に与えた影響を象徴し、漁村の小さな祈祷所など他の宗教施設の破壊も報告されている。その動機—宣教師の熱意、迫害を逃れた改宗者の報復、農民一揆、あるいは大名の安全保障上の戦略—については、裏付け証拠が乏しく議論が続いている。日本の史料と西洋の史料は記述に乖離があり、宣教師の書簡はキリスト教の布教活動に焦点を当てるが現地視点が欠如し、一方、反キリスト教の徳川時代に多く編纂された日本の史料は、偏見と時間的距離により信頼性が低い。

#### 宗教施設の取得と再利用
16世紀の日本における教会の設立は、大村純忠のようなキリシタン大名による土地の寄付や購入を通じてしばしば実現した。戦国時代の不安定さと、1571年の延暦寺焼討に象徴される織田信長の宗教施設への攻撃により、多くの仏教寺院が衰退し、僧侶たちは生き延びるために寺院を宣教師に売却した。イエズス会宣教師は、地方領主の支援を受け、世俗的空間や放棄された施設をキリスト教の礼拝所として再利用した。例えば、1555年、豊後の府内において大友宗麟は礼拝堂を備えた住居用の土地を寄付し、新たな教会のための広大な敷地に資金を提供した。1576年には、有馬義貞が非キリスト教の寺院を提供し、これが改修なしに教会として使用された。また、薩摩の市来鶴丸城や大和の澤城など、城内に教会が設立された。再利用された仏教寺院の多くは、戦乱による不安定さからすでに放棄されており、地元領主の許可およびキリシタン大名やポルトガル商人の寄付がこれらの施設取得に不可欠であった。
アレッサンドロ・ヴァリニャーノの在任中、日本でのカトリック関連の建設事業は主に在地の領主によって監督され、建築活動の拡大に大きく寄与した。ヴァリニャーノは、現地の建築伝統を尊重し、熟練した日本人建築家と協議することを推奨し、建設における適応性を確保した。この方針により、日本人建築家は布教の第一段階および第二段階において、独自の組織、資源、技術を維持し、キリスト教施設を地域の慣習に調和させつつ、宣教の成長を支えた。

#### 日本における奴隷制に対するイエズス会の反応

##### 奴隷制の背景
16世紀の日本では、経済的圧力と文化的慣習により、奴隷制に類似した広範な隷属状態が存在した。非キリスト教徒の領主による重税に直面した親たちは、「極端」ではなく「重大な」必要性から子を売却することがあった。領主は、ローマの「生殺与奪の権」（vitae necisque potestas）に似た権力を有し、農民や使用人をほぼ奴隷として扱ったという。百姓は納税が間に合わない場合に備えて、自分や他人を保証人として差し出すことができたという。税金を払わない場合、これらの保証は売却される可能性があった。大名や商人は、1553年の川中島の戦いや1578年の島津氏の戦役などの紛争で捕虜、特に女性や子供を奴隷として売却していた。ポルトガルおよび日本の史料にはこれらの残虐行為の記録が残されている。倭寇による略奪を含むアジア間奴隷貿易により、薩摩では中国人奴隷が家畜のように扱われ、多くの日本人も同様の境遇にあった。下人の慣習は、親による子の売却、身売り、債務奴隷、犯罪や反乱への罰としての隷属（妻子を含む）や、女性が父親や夫から逃げて領主の屋敷に保護を求めたときに、日本の慣習では女性を下人とすることを許容していた。飢饉や自然災害時に保護と引き換えに労働を申し出た者は日本社会では下人とみなされ、この地位は世襲となり、世代を超えて隷属が続いた。領主の重税による貧困は、農民が自身や他人を未払税の担保として差し出すことを促し、農民と奴隷の境界を曖昧にした。

##### 初期の抗議と奴隷貿易禁止の試み
ポルトガルの奴隷貿易については、歴史家の岡本良知は1555年をポルトガル商人が日本から奴隷を売買したことを直接示す最初の記述とし、これがイエズス会による抗議へと繋がり1571年のセバスティアン1世 (ポルトガル王) による日本人奴隷貿易禁止の勅許につながったとした。岡本はイエズス会はそれまで奴隷貿易を廃止するために成功しなかったが、あらゆる努力をしたためその責めを免れるとしている。
16世紀から17世紀への転換期、イベリア同君連合の第2代支配者であるポルトガル国王フィリペ2世（スペイン国王フェリペ3世）は、イエズス会の要請により、1571年の勅許を再制定して日本人の奴隷貿易の交易を中止しようとしたが、彼の政策はポルトガル帝国の地方エリートの強い反対に会い、長い交渉の末、イエズス会のロビー活動は失敗に終わった。

##### 権限不足と現地適応
日本のイエズス会には奴隷貿易の中止に不可欠な権威と権力が欠如していることを巡察使ヴァリニャーノは繰り返し主張していた。ポルトガル領インドでは、アレッサンドロ・ヴァリニャーノらイエズス会士は奴隷取引への介入権を欠き、その合法性は世俗裁判所に委ねられた。司祭の役割は倫理的指導に限定され、取引阻止は不可能で、この慣行は17世紀まで続いた。日本では、1568年設立のマカオ司教区が1576年以降日本を管轄したが、司教不在により現地問題の解決が困難であった。イエズス会は独自の司教区設置を試みたが、ローマの明確な支援を要した。宣教師達は叱責や勧告では効果は望めないために、教会法が許す現地の社会力学に追従する道を探るようになっていった。奴隷制と同等の日本的隷属、奴隷制とは異なるが許容できる状態、許容不可能な状態の3つの労働形態を区別することで、宣教師達は現地の慣習に従うことを黙認するようになっていったと考えられている。
飢饉や自然災害時に保護と引き換えに労働を申し出た者は日本社会では下人とみなされたが、宣教師は提供された対価の量に見合うだけの労働が完了した時点で下人の解放を助言するよう1567年のゴア評議会は定めていた。1567年のゴア評議会によれば、キリシタンは不当な理由で死刑判決を受けた犯罪者を救うときに身代金を提供することができたが、いかなる者も無償で金銭を提供することを強制されるべきではないため、救出者は引き換えに使用人として働かせることが許容されていた。日本では夫が領主によって刑罰をうけたときに、妻子も下人として所有・人身売買されることが頻繁にあったが、イエズス会士は犯罪者の妻子が下人になるべきでないと助言していた。また女性が父親や夫から逃げて領主の屋敷に保護を求めたときに、日本の慣習では女性を下人とすることを許容していたが、彼らが重大な犯罪を冒した場合を除いて、宣教師が解放を働きかけるよう定めていた。セルケイラはキリシタン大名でない日本の領主の課す重税によって親が子を売るよう強いられていたと述べているが、極限状況でない場合でも子供が売られていたことを問題視していた。

##### 宣教師の介入
日本におけるポルトガルの奴隷貿易を問題視していた宣教師はポルトガル商人による奴隷の購入を妨げるための必要な権限を持たなかったため、永代人身売買をやめさせて契約期間を定めた年季奉公人とするように働きかけが行われた。一部の宣教師は人道的観点から隷属年数を定めた短期所有者証明書（schedulae）に署名をすることで、より大きな悪である期間の定めのない奴隷の購入を阻止して日本人の待遇が永代人身売買から年季奉公に改善するよう介入したとされている。日本人の奴隷は正戦の囚人（iustae captivitas）でも、一般的な奴隷にも該当せず、期限付きの隷属（temporali famulitium）のみが許容されるよう定められた。日本における宣教師の苦肉の策としての関与、特に短期所有者証明書の発行に関しては、1568年から1587年のバテレン追放令発布前の期間にかけて行われたと考えられ、この時期以降、発行が停止されたか、または要件がより厳格化された。
マテウス・デ・クウロス等の宣教師らによって、こうした人道的介入であっても関与自体が誤りであったとの批判が行われ、1598年以降、宣教師の人道的な関与についても禁じられた。しかし、ポルトガル商人による日本人奴隷の貿易は止まるどころか増加したという。
フラタニティや長崎の救貧院など、イエズス会が設置した組織は、船舶や売春宿から日本人奴隷、特に女性を救出する活動を行っていた。アフォンソ・デ・ルセナの回顧録やフロイスの書簡は、1587年3月の長与城の戦いにおける捕虜の扱いに関する記述で一致し、捕虜の合法性に対するルセナの懸念が示されている。1586年のクリスマス以降、健康が悪化した大村純忠に対し、ルセナは不当に捕らえられた捕虜の解放を迫り、告解の拒否を脅しに用いた。イエズス会は、告解や秘跡の提供を拒否する戦略を通じて、特に政治的影響力を持つ信徒に道徳的な行動を強制していた。
さらに、売春宿や私的な売春行為は、司教やその代理人によって「悪魔の工房」として厳しく非難された。1568年に制定された『ゴア憲法』第四条では、売春宿の所有および運営が禁止され、違反者には罰金や公開羞恥の罰が科された。また、奴隷が売春を強制された場合には解放される規定が設けられていた。このように、イエズス会は、奴隷の救出と改宗を通じた教化を推進しつつ、売春などの非道徳的行為の根絶に努めた。
宣教師らは年季奉公人（または期間奴隷）の洗礼も行うことがあった。奴隷の所有者は取得から6ヶ月後に洗礼を受けさせる義務があったが、10歳以上の奴隷（年季奉公人を含む）は洗礼を拒否することができた。洗礼は社会的包摂の一形態であり、洗礼をうけることでポルトガル王室と教会法の管轄に服し保護をうけることができた。

##### 文禄・慶長の役での奴隷貿易拡大とペドロ・マルティンスの破門宣言
従来限られた権限しか持たなかった日本のイエズス会にとって、1592年のペドロ・マルティンスの司教叙任および1596年の長崎到着は、歴史的転換点となった。フランシスコ・ザビエル以来初の高位聖職者として日本に着任したマルティンスは、ポルトガル商人の人身売買に対する破門を宣言する権威と管轄権を得た。しかし、イエズス会は活動資金を商船隊長（カピタン・モール）に大きく依存しており、司教の世俗的権限も不足していた。カピタン・モールは日本におけるポルトガル王権の最高権威者かつ最大の権力者であり、彼と敵対した場合、国王の支援と承認がなければ、破門は理論上可能であったものの、その実効性は不確実であった。最終的にマルティンスは、ポルトガル商人の日本人および朝鮮人の奴隷取引による社会的混乱を問題視し、人身売買に対する破門を宣言することを決断した。マルティンスの死後、この奴隷取引反対の方針はセルケイラ司教により強化され、世俗的権限を要する問題としてポルトガル国王に委ねられた。
豊臣秀吉は1597年の朝鮮侵略（文禄・慶長の役）では奴隷貿易を積極的に容認し、これを主要な産業へと変貌させた。日本の奴隷商人は約5万人から6万人の朝鮮人を捕虜とし、戦後の外交努力により7,500人のみが朝鮮に帰還した。ペドロ・マルティンス司教は、たとえ一時的な隷属であったとしても、日本人および朝鮮人を取引したポルトガル商人を破門することを決定し、この方針は後にセルケイラ司教によって強化された。当時の記録は、日本の奴隷商人が朝鮮人捕虜を島々に連行し、ポルトガル商人に売却する「凄惨な光景」を描写している。ポルトガル商人は、これらの島々で取引を行うことで、マカオの禁止令およびマルティンス司教の破門を回避した。
イエズス会がポルトガル商人の奴隷貿易に対する人道的な介入を完全に取りやめ、管轄権外の商人の破門を辞さない強い意思表示をした一方で、秀吉の政策は朝鮮人の奴隷化を助長し、従来の制限を事実上無効化した。1592年の『どちりなきりしたん』は、キリストの贖罪に基づく捕虜の解放をキリスト教徒の義務と強調したが、ヴァリニャーノが繰り返し主張したように、イエズス会には奴隷制の禁止を強制する権限がなかった。ポルトガル人は日本上陸以来、推定で数百から数千人の日本人奴隷を取引したが、日本に連行された朝鮮人奴隷の数はこれを大きく上回っていた。

##### 禁教令後の奴隷解放の努力
1614年にイエズス会が追放された後も、イエズス会は日本人および朝鮮人奴隷の解放に尽力したが、ポルトガル商人は奴隷貿易を継続した。1614年以降、おそらくポルトガルとスペインによる日本人と朝鮮人奴隷の取引禁止令によって、オランダとイギリスが買い手として参入するようになった。多くの奴隷は、ポルトガル、オランダ、イギリス、スペインの商人により長崎や平戸で売買された。ポルトガル人が日本に上陸してから追放されるまで、推定で数百から数千人の日本人奴隷を取引したと考えられている。

### 豊臣秀吉とキリスト教
織田信長は宣教師たちに対して好意的であった。信長の後を継いだ豊臣秀吉も基本的に信長の政策を継承し、宣教師に対して寛大であった。
しかし、秀吉の天下統一目前の1587年、九州征伐の途上で宣教師やキリシタン大名によって多数の神社や寺が焼かれ、仏教徒が迫害を受けていることを知り、また、日本人がポルトガル商人によって奴隷として海外に売られていたこと、そして最大の要因である長崎・浦上・茂木がイエズス会領となり且つ要塞化されていることなどを理由とし九州征伐完了直後、筑前箱崎において、秀吉に謁見するため長崎から来ていた布教責任者であるガスパール・コエリョに対し、バテレン追放令を発布し宣教師の国外退去命令とキリスト教宣教の制限を表明した（この時、秀吉がバテレン追放令を発布した理由については、さまざまな説がある。詳細はバテレン追放令の項を参照）。
これに対してコエリョは、有馬晴信などキリシタン大名に秀吉と敵対するよう要請、さらに武器・弾薬の支援を約束した。しかし有馬晴信は、既に天下人の座をほぼ手中に収めていた秀吉と敵対する気はなく、この要請は実現されなかった。以後、イエズス会は秀吉を刺激するのを恐れ、公の宣教活動をしばらく控えるようになる。
一方、秀吉は追放令を発布こそしたが、以後も実質上キリシタンは黙認したため迫害などはほぼ行われなかった。なぜなら秀吉はポルトガルを通じての南蛮貿易に積極的であったため、追放令の徹底を図らなかったと考えられている。そのため、宣教師たちは立場こそ不安定だったものの、この時点ではまだかなり自由な宣教活動を続けていた。
1591年、インド総督の大使としてヴァリニャーノに提出された書簡（西笑承兌が秀吉のために起草）によると、三教（神道、儒教、仏教）に見られる東アジアの普遍性をヨーロッパの概念の特殊性と比較しながらキリスト教の教義を断罪した。秀吉はポルトガルとの貿易関係を中断させることを恐れて勅令を施行せず、1590年代にはキリスト教を復権させるようになった。勅令のとおり宣教師を強制的に追放することができず、長崎ではイエズス会の力が継続し、豊臣秀吉は時折、宣教師を支援した。
現在、神奈川県中郡大磯町の澤田美喜記念館に伝わる絵巻物『ご聖体の連祷と黙想の図』は、この時期の1592年（天正20年）に製作されたと目され、日本に現存するもので最古級のキリスト教絵画とされる。
しかし、豊臣政権の末期になってスペイン領であったフィリピンとのつながりが生まれ、フランシスコ会やドミニコ会などの修道会が来日するようになると事態は複雑化する。彼らは日本宣教において、当時のイエズス会の（社会的に影響力を持つ人々に積極的に宣教していくという）やり方とは異なるアプローチを試み、貧しい人々の中へ入っての直接宣教を試みた。けれども、これらの修道会がイエズス会のように日本文化に適応する政策をとらずに秀吉を刺激した（たとえば日本では服装によって判断されると考えたイエズス会員の方針と異なり、彼らは托鉢修道会としての質素な衣服にこだわった）ことや、イエズス会とこれら後発の修道会の対立が激化したことで、日本での宣教師の立場は徐々に悪化していく。
そして1596年のサン＝フェリペ号事件をきっかけに、秀吉はキリスト教への態度を硬化させ、1597年、当時スペインの庇護によって京都で活動していたフランシスコ会系の宣教師たちを捕らえるよう命じた。これが豊臣秀吉の指示による最初のキリスト教への迫害であり、司祭や信徒あわせて26人が長崎で処刑された（日本二十六聖人の殉教）。

#### 秀吉の朝鮮侵略に対するイエズス会の立場
ヴァリニャーノは文禄・慶長の役を正戦とは考えなかった。1594年に日本のイエズス会からヨーロッパに送られた質問状によると、日本の紛争では正戦の概念に従わず、弱肉強食の原理で領地を占拠する慣習が認められているため、合法的で自然な領主を見つけることができないとした。宣教師達は日本における唯一の合法的な土地所有者は天皇だと考えていた。キリシタン大名に征服した領地を返すよう戒めたとしても、彼らは合法的な所有権を持つと考えるために返還は失敗するであろうと警告し、問題をごまかして見てみぬふりをすべきか問うている。宣教師達は戦争について自由に助言すれば、キリスト教の教義と日本の慣習との間に対立する状況が生まれると考えていた。ヴァリニャーノは、キリシタン大名の戦争参加について、彼らは独裁的支配者の命令に従わざるを得ず、参戦拒否は領地の安全を脅かすため、やむなく従ったと正当化をした。善良なキリスト教徒でありながら、責任ある統治者として不正な戦争に強制的に巻き込まれたとされた

## 江戸時代

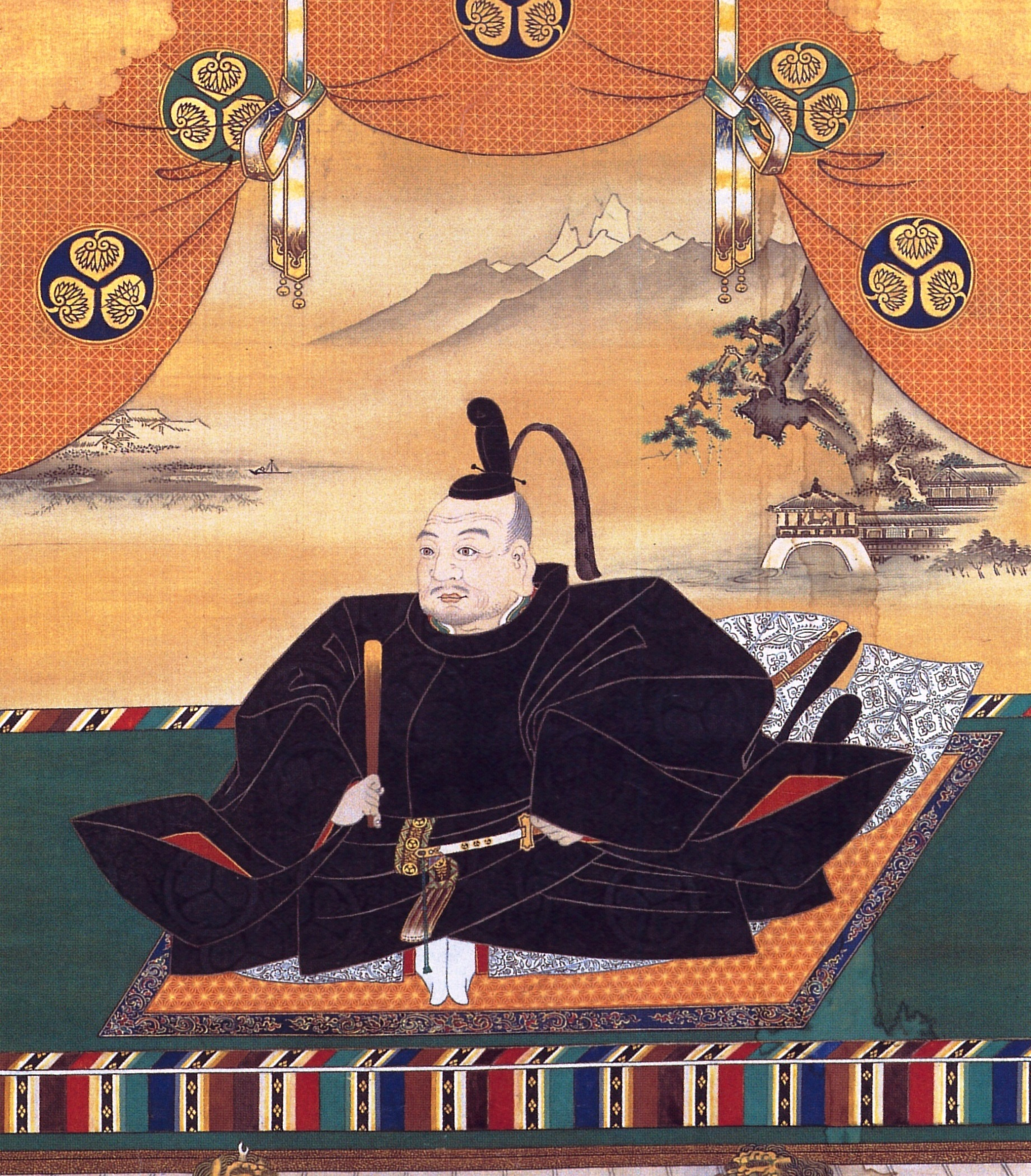
徳川家康

秀吉没後、実権を掌握した徳川家康は当初キリスト教宣教を黙認していた。たとえば1598年にはスペイン人宣教師ヘロニモ・デ・ヘスースにスペイン船来航の斡旋を依頼し、江戸における教会の建設と布教許可を与えており、東京駅八重洲北口遺跡からはこの頃のキリシタン墓が、帰依したと思われるアジア人の人骨とともに見つかっている。家康はキリスト教そのものには一貫して無関心であった。これは、三河一向一揆で宗教に苦しめられた記憶があったからとの説がある。家康は将軍職を徳川秀忠に譲り、大御所として駿府に引退した後の1607年にもイエズス会員フランシスコ・パジオを引見し、外国人宣教師の滞在と布教の許可を与えている。
しかし一方で家康は海外との貿易の実利を求めていた。1600年にオランダ船リーフデ号が漂着し、イングランド人航海士ウィリアム・アダムスやヤン・ヨーステンが家康に仕え始めると、家康は、彼らから最新の欧州事情の情報を得た。かつての強国スペイン・ポルトガルに対して、新興のイングランドやオランダがアルマダの海戦や八十年戦争（オランダ独立戦争）などで勝利して追い上げている当時のヨーロッパ情勢を理解し、両陣営を競わせながら貿易の実利を得ることを狙っていたのである（ウィリアム・アダムスは、実際にアルマダの海戦に参戦していた）。
また、プロテスタント国家のオランダは「キリスト教布教を伴わない貿易も可能」と主張していたため、家康にとって宣教師やキリスト教を排除する理由はない代わりに積極的に保護する理由もなかった。事実、オランダは東南アジアの植民地において、（経済的な搾取や文化の弾圧は行っていたものの）現地の宗教や政治形態に対してはあまり干渉しない方針を基本としていた。
しかし1612年に岡本大八事件（有馬晴信がからんだ疑獄事件）が起こると、関係者がどちらもキリシタンであったことから、家康はそれまでの態度を一転して諸大名と幕臣へのキリスト教の禁止を通達、原主水などキリシタンであった旗本が改易された。翌年になると側近以心崇伝の手による「排吉支丹文」によってキリスト教信仰の禁止が明文化され、全国で迫害が行われるようになった。1616年に徳川家康が亡くなると、「東照大権現」とされて神として祀られたこともキリスト教禁止に影響を与えたとする見方もある。
1616年のニ港制限令は、イギリス商館長リチャード・コックスが江戸にいる間のことだったが、これはコックスがオランダとイギリスに関してした発言が彼が意図した以上に幕府に警戒感を抱かせたことが発端となった可能性が指摘されている。
1619年に京都で52名が殉教し、1622年に長崎で55名が殉教（元和の大殉教）、1623年江戸でも55名が殉教した（江戸の大殉教）。以後、禁教令の解除まで約250年の間、キリスト教徒は幕府と幕府の庇護する仏教徒、神道信者などにより迫害されることになる。
ただ、禁令の徹底は地方によって異なり、例えば松前藩などは、幕府に対して「領内にはキリシタンはなし」と報告していたものの、実際には取り締まりは緩く、多くのキリシタンが本州から逃れてきていた。松前藩のこの姿勢は、1637年に島原の乱が起きてキリスト教禁止の命令が徹底されるまで続いた。
一方、神仏習合・多神教の宗教的秩序の上にあり、天皇・院（太上天皇）自らが神道の祭祀を主宰し、仏教の祈祷を実修し続けてきた朝廷にとって、一神教のキリスト教は早くから警戒され、排除が試みられる対象であった。キリスト教禁止は江戸幕府と朝廷が連携・協同して取り組める方針で朝幕関係にとっても望ましかった。

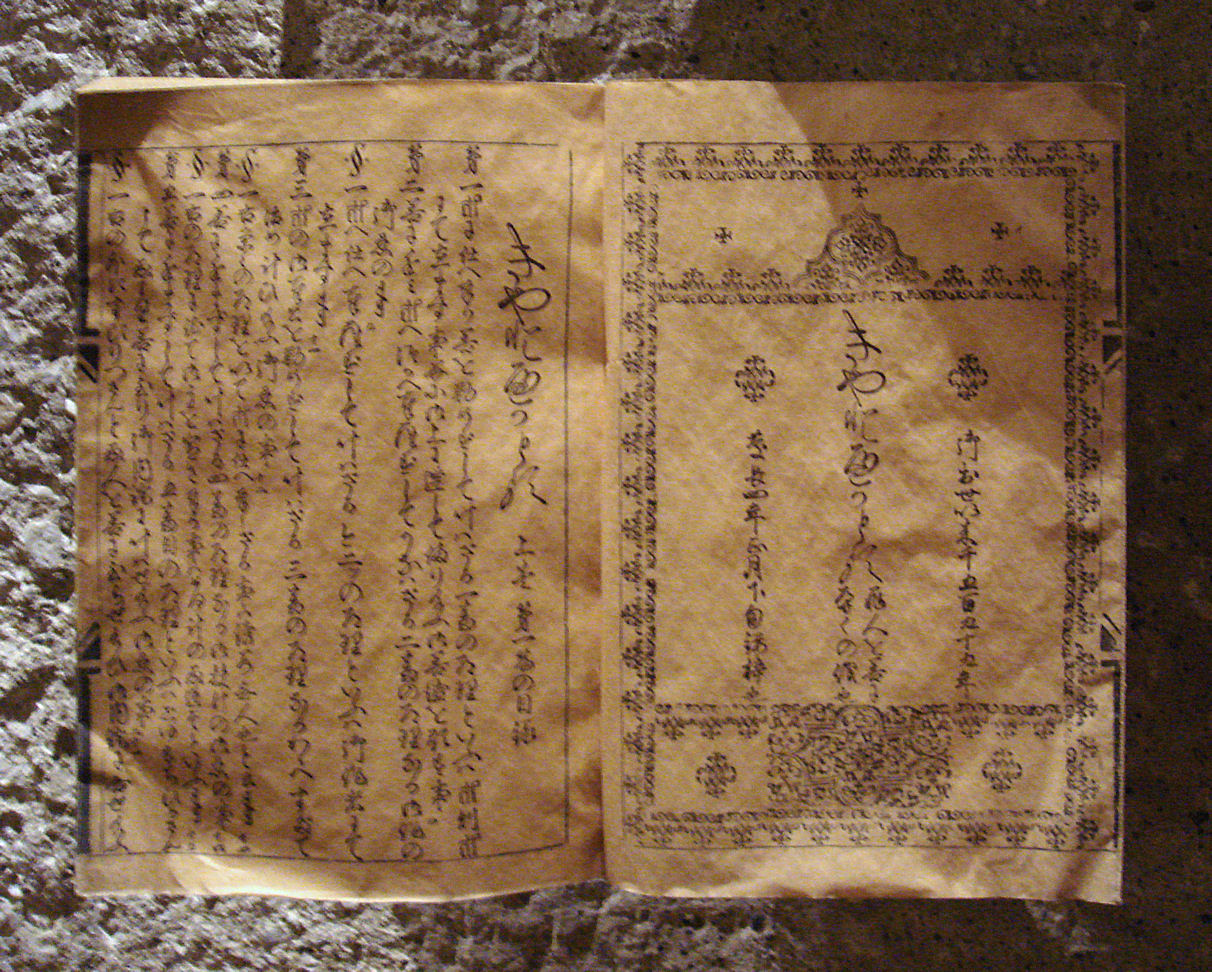
16世紀のキリシタン版（印刷博物館所蔵）
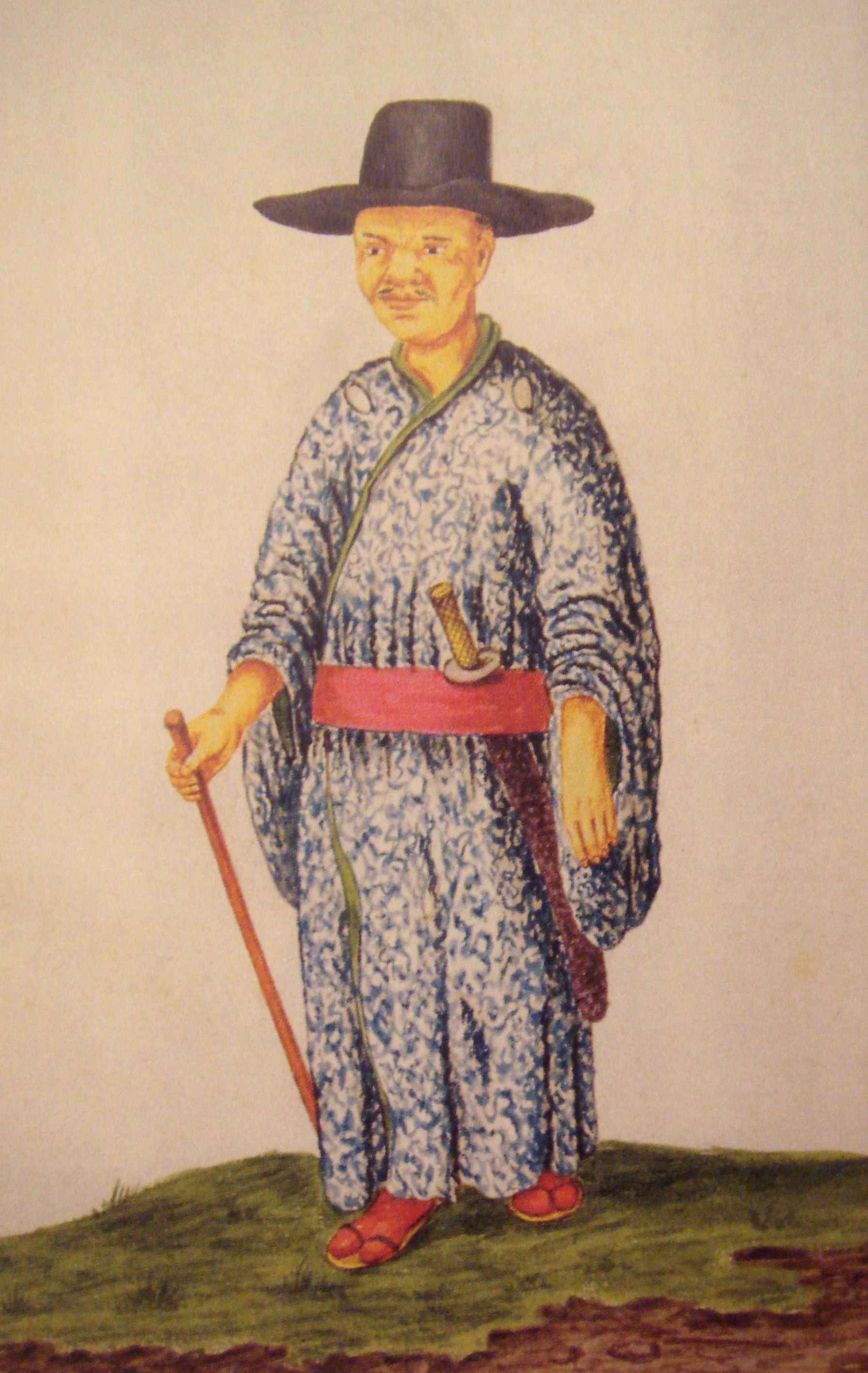
ジャカルタにいたとされる日本人信者を描いた油絵。アンドリース・ベークマン（英語版）画。1656年。
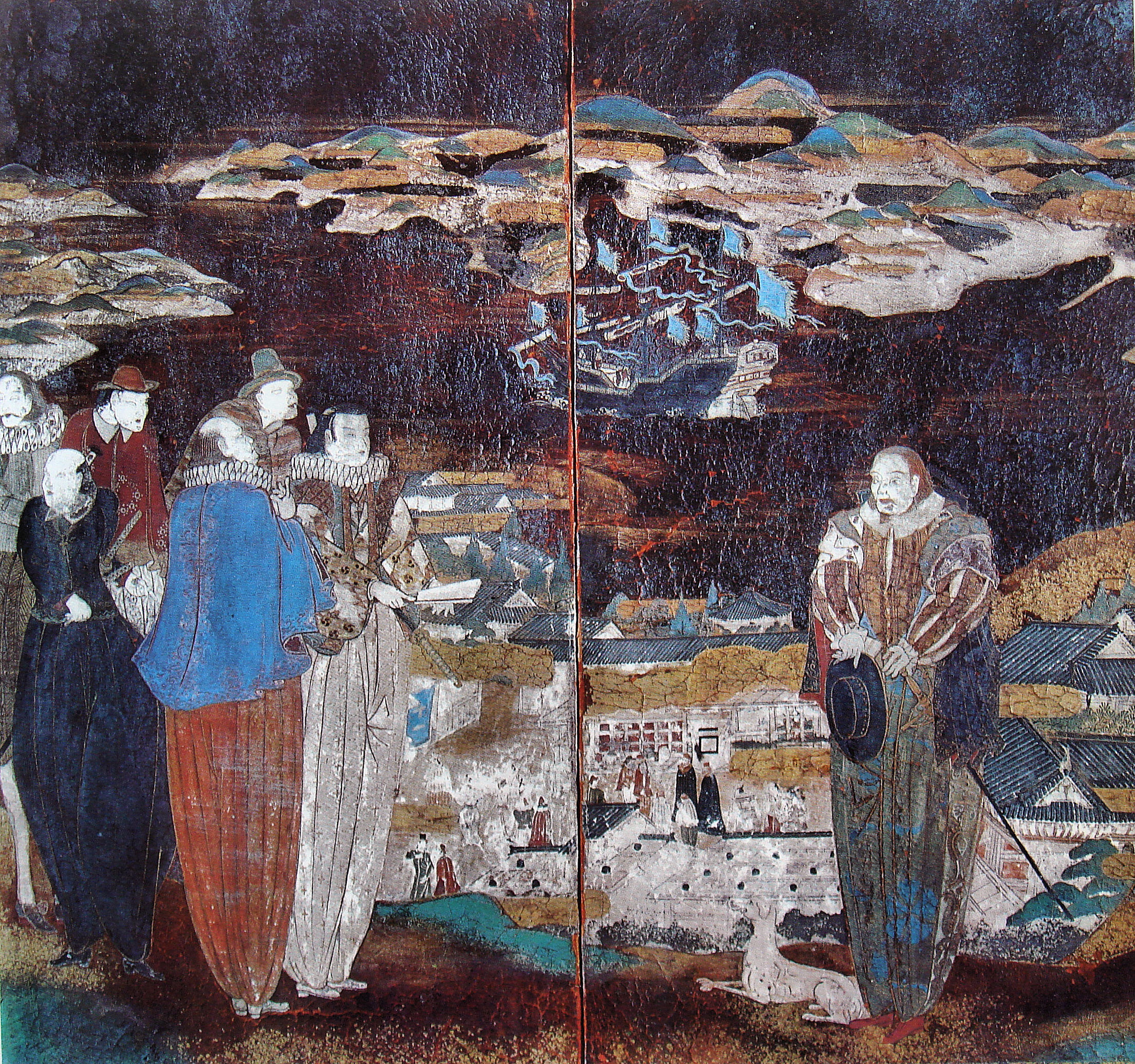
16世紀から17世紀の日本人信者を描いた絵。
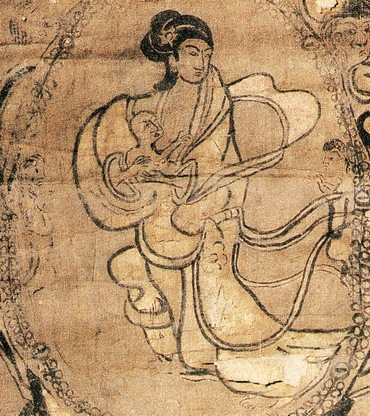
隠れキリシタンが描いたと考えられる聖母子像
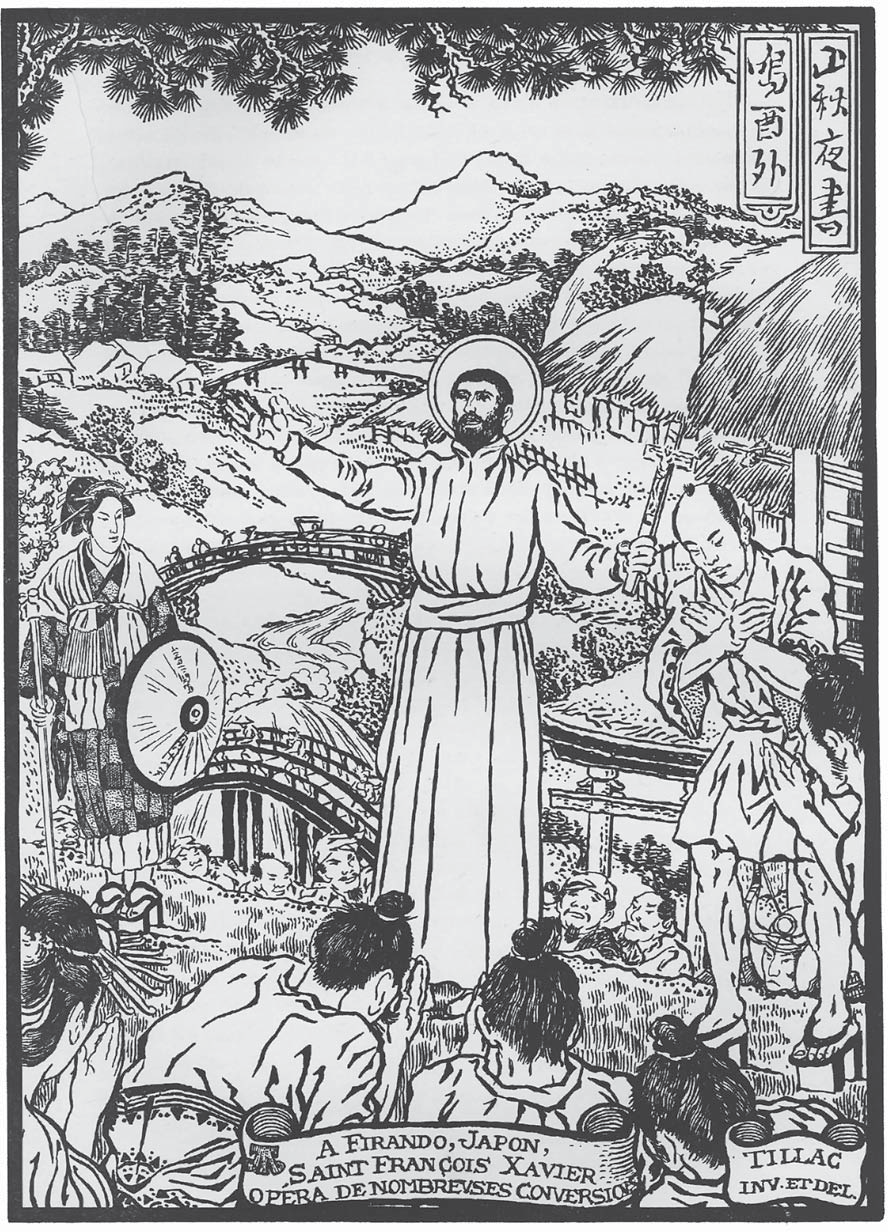
フランシスコ・ザビエルを描いたと考えられる絵
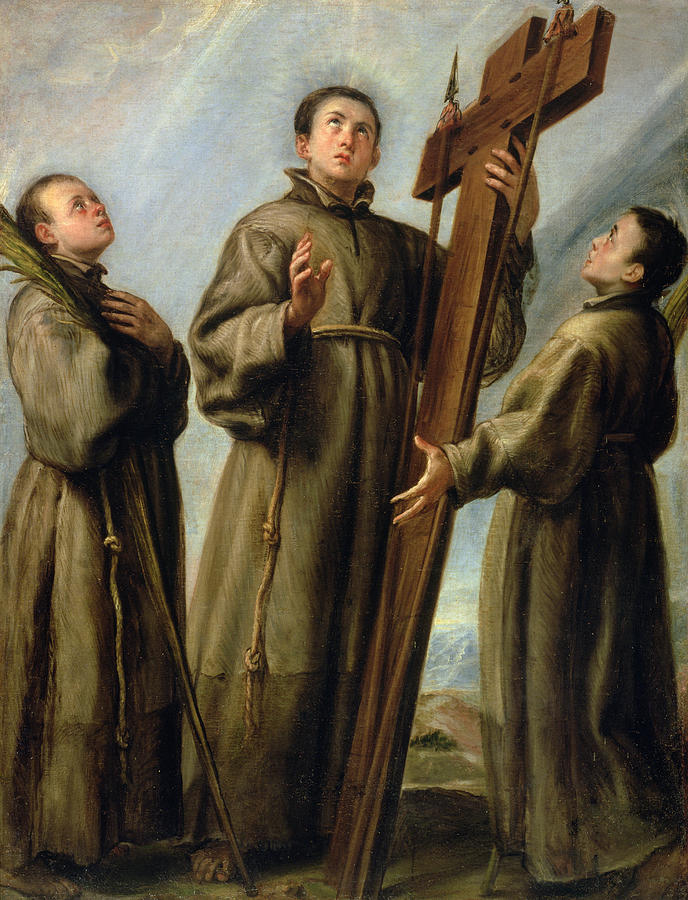
殉教した3人のフランシスコ会の日本人信者を描いた絵
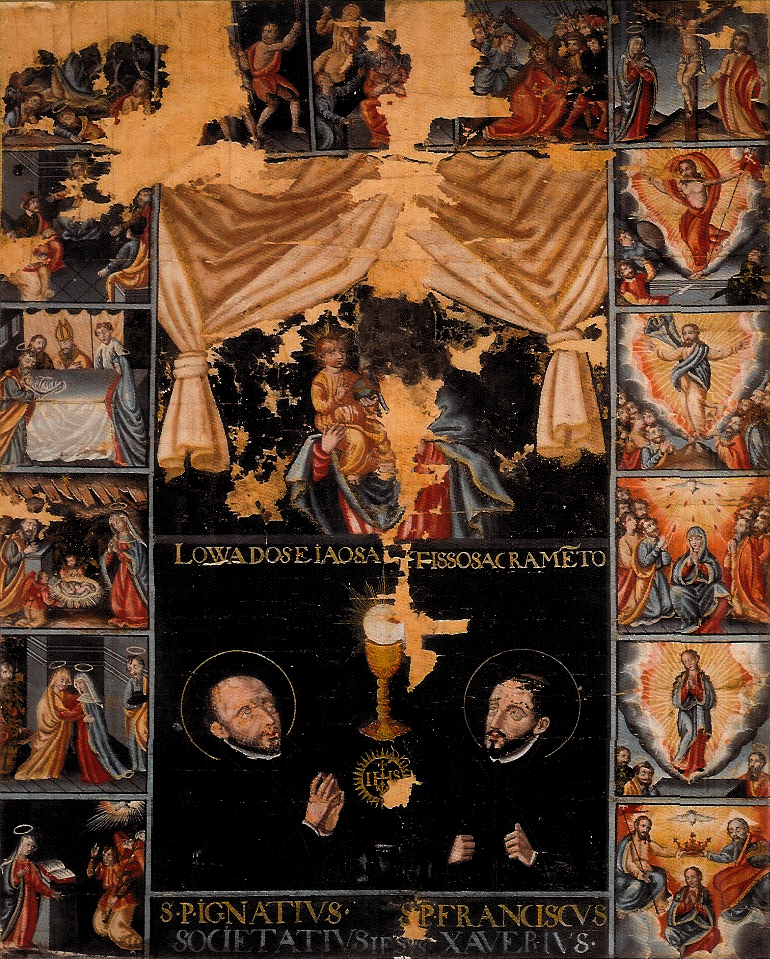
東家本マリア十五玄義図として知られる絵（茨木市立文化財資料館所蔵）。ほぼ同じ構図で原田家本マリア十五玄義図も存在する。
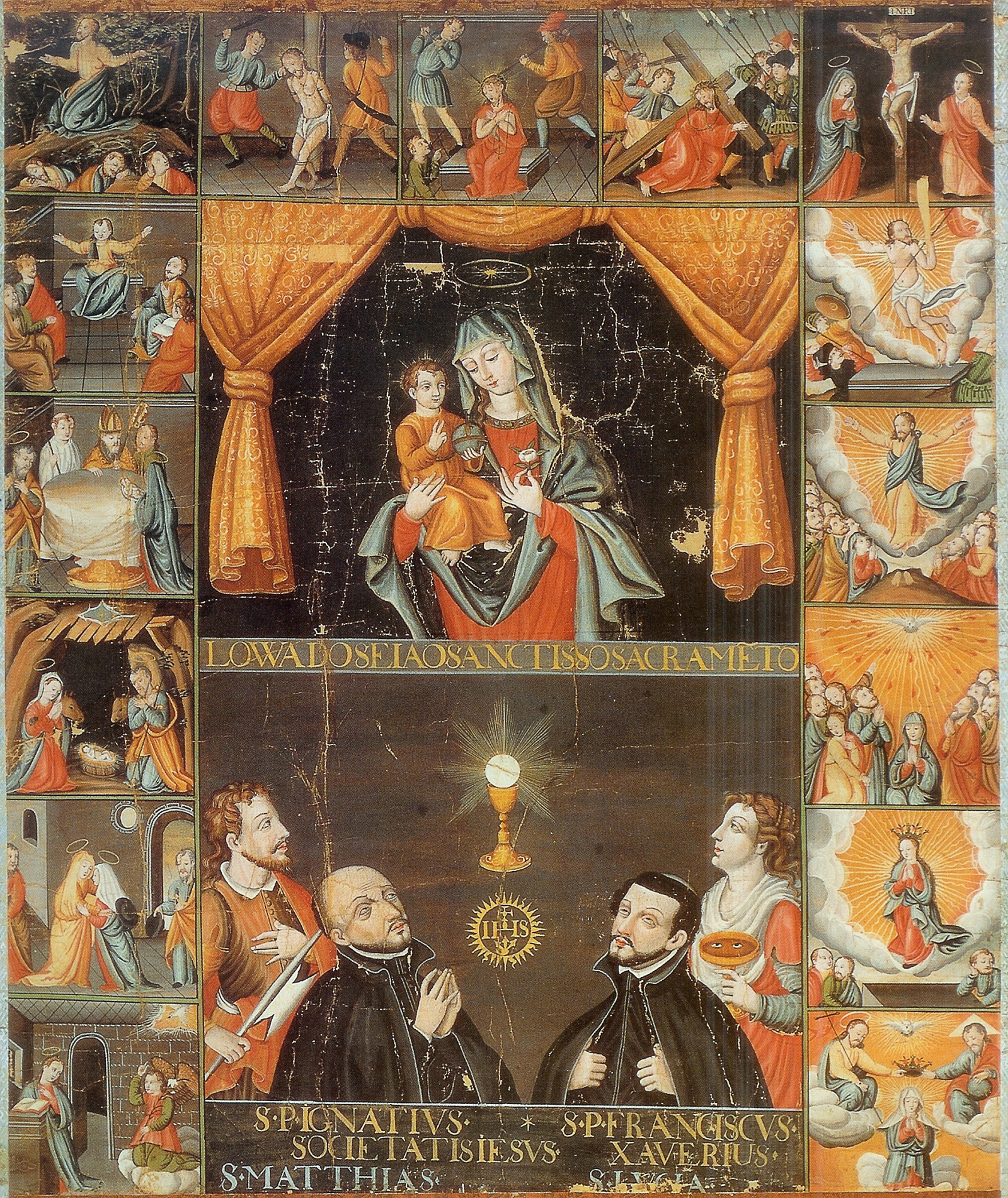
原田家本マリア十五玄義図（京都大学総合博物館所蔵）
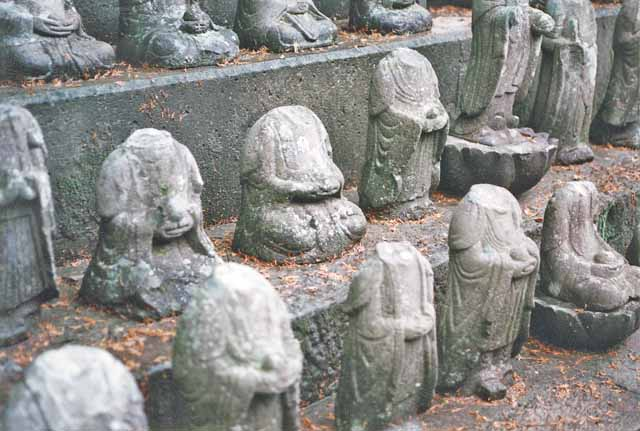
首を落とされた地蔵。島原の乱において、蜂起した信者が切り落としたとされる。
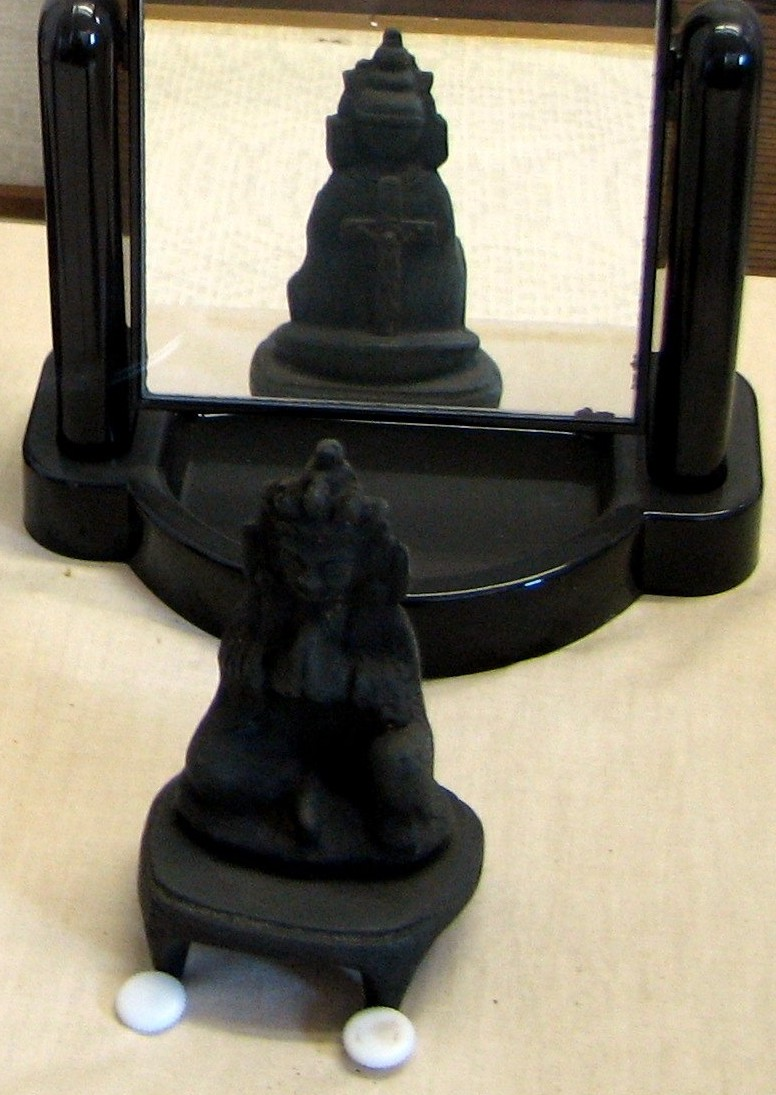
背に十字架が刻まれた仏像。隠れキリシタンが祈りの対象としたものと伝わる。
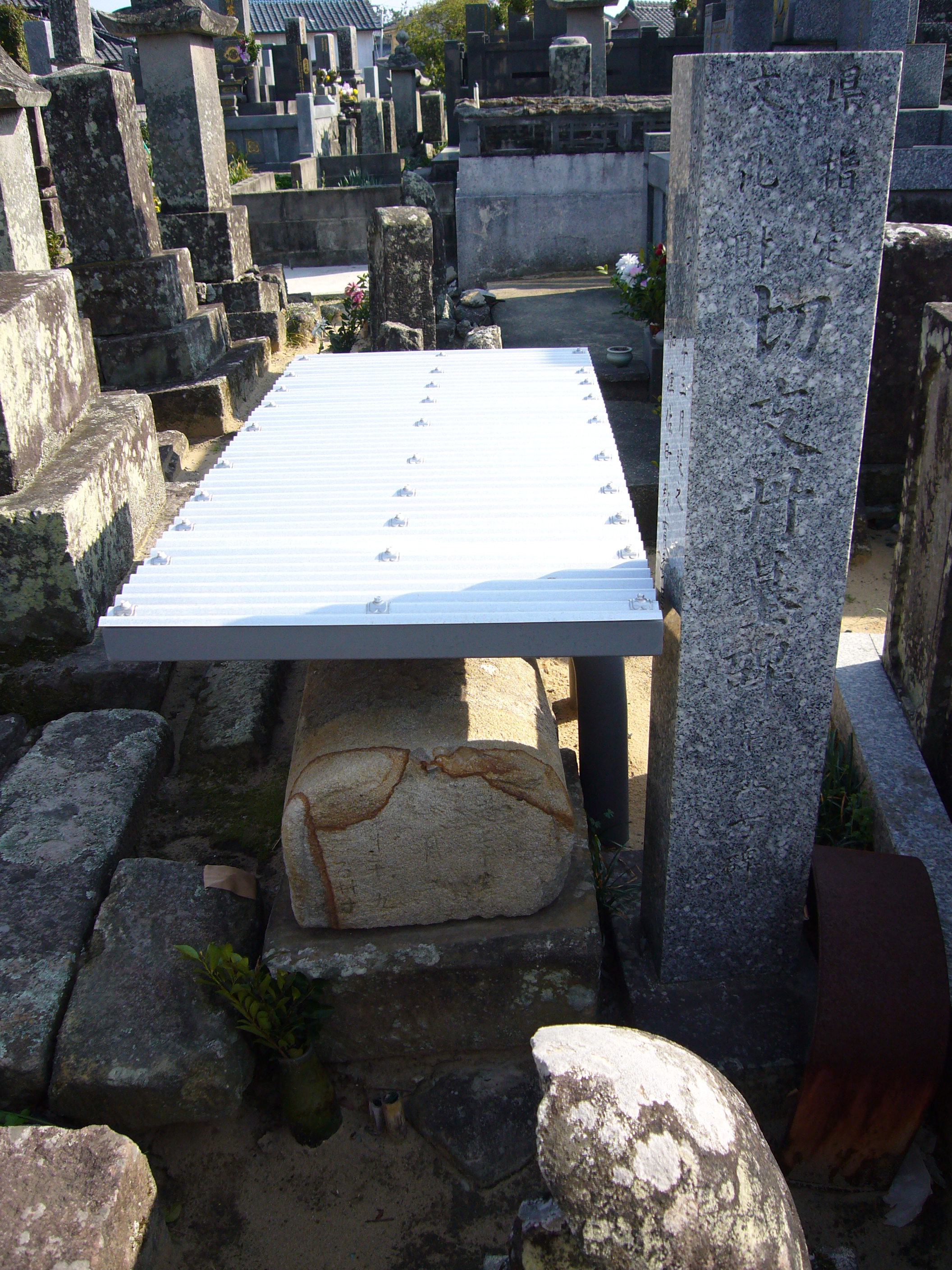
南島原市加津佐町須崎にある半円筒寝棺型のキリシタン墓碑。「慶長十八年」（1613年）との銘が刻まれている。

アメリカ合衆国の歴史家ジョージ・エリソンはキリスト教徒迫害の責任者をナチスのホロコーストで指導的な役割を果たしたアドルフ・アイヒマンと比較した。

### 島原の乱
1637年に肥前島原と肥後天草で百姓身分の者たち（農民やかつてキリシタン大名の家臣であった元武士たちなどから構成された）3万人が蜂起した事件は、幕府に衝撃を与えた。これが島原の乱である。蜂起の直接的原因は島原藩と唐津藩（天草を所領）による残酷な収税制度にあったが、同地にはキリシタン大名であった有馬晴信、小西行長の統治時代に入信したキリシタンが多く、一揆の盟約結成の求心力としてキリスト教信仰を基盤においた内部統制も行われたこと、そのことが一向宗、法華宗などのような求心性の強い宗教勢力が排他的な一揆的結合の核となって強大な政治勢力を築いた事態の再来として危機を感じさせたこと、さらには幕藩体制のゆがみが明るみに出ることを幕府が恐れたことから「キリシタンによる反乱」と単純化されて規定され、原城陥落後に1名の内通者を除く参加者全員が殺害された。なお、当時の島原藩主松倉勝家は、農民の生活が成り立たないほどの収奪を行ったかどで斬首され、同様に唐津藩主寺沢堅高は天草の領地を没収されて、その後自害している（江戸期を通じて一藩の藩主が切腹ではなく斬首となったのは、この松倉勝家の1例のみである）。
この事件を重く見た幕府は、禁教を徹底させる観点から、カトリック国であるポルトガルとの断交を望むようになり、1638年にはカピタン・モールの将軍への謁見を拒否している。また、キリシタンをあぶりだすために絵踏や、キリシタンを密告した者に報奨金を与えようとした。だが幕府は、ポルトガルがマカオからもたらす中国産の生糸などに日本市場が大きく依存していたことから、ポルトガルとの貿易の途絶をためらった。
しかし、1639年に、オランダ商館長のフランソワ・カロンが江戸に参府した際に、幕府はオランダの植民地である台湾経由でも中国産の生糸などを確保できることをカロンから確認できたことで、ポルトガルとの断交に踏み切ることになった。そして、長崎奉行や西国大名に、ポルトガル船の来航の禁止と、九州沿岸の防備体制の確立を求めた通達（「第五次鎖国令」）を発布し、ポルトガルを長崎の出島から追放した。1641年には、商館にあった西暦に関するものを理由として、オランダの商館も平戸から長崎の出島に移転させられ、商船の入港が統制・制限されるようになった。各地で宗門改制度や檀家制度が整備されると、キリスト教の禁止は幕藩体制の根幹に組み込まれていく。

### 江戸幕府の反キリスト教政策とオランダ人への影響
キリスト教の禁令はローマカトリック教会に限定されていたわけではなく、平戸のオランダ倉庫はキリスト教の年号（1639年）を使用したことを理由に破壊され、オランダ人墓地も同時期に破却、死体は掘り返され海に投棄された。1654年、ガブリエル・ハッパルトは長崎での陸上埋葬の嘆願をしたが、キリスト教式の葬儀や埋葬は認められず、日本式で行うことを条件に埋葬が許可された。
オランダ人の記録によると、徳川家光はオランダ人の宗教がポルトガル人の宗教と類似したものであると理解しており、オランダ人を長崎の出島に監禁した理由の一つにキリスト教の信仰があったとしている。
エンゲルベルト・ケンペルは1690年代の出島において、オランダ人が日本人による様々な辱めや不名誉に耐え忍ばなければならなかったと述べている。キリストの名を口にすること、宗教に関連した楽曲を歌うこと、祈ること、祝祭日を祝うこと、十字架を持ち歩くことは禁じられていた。

### 鎖国

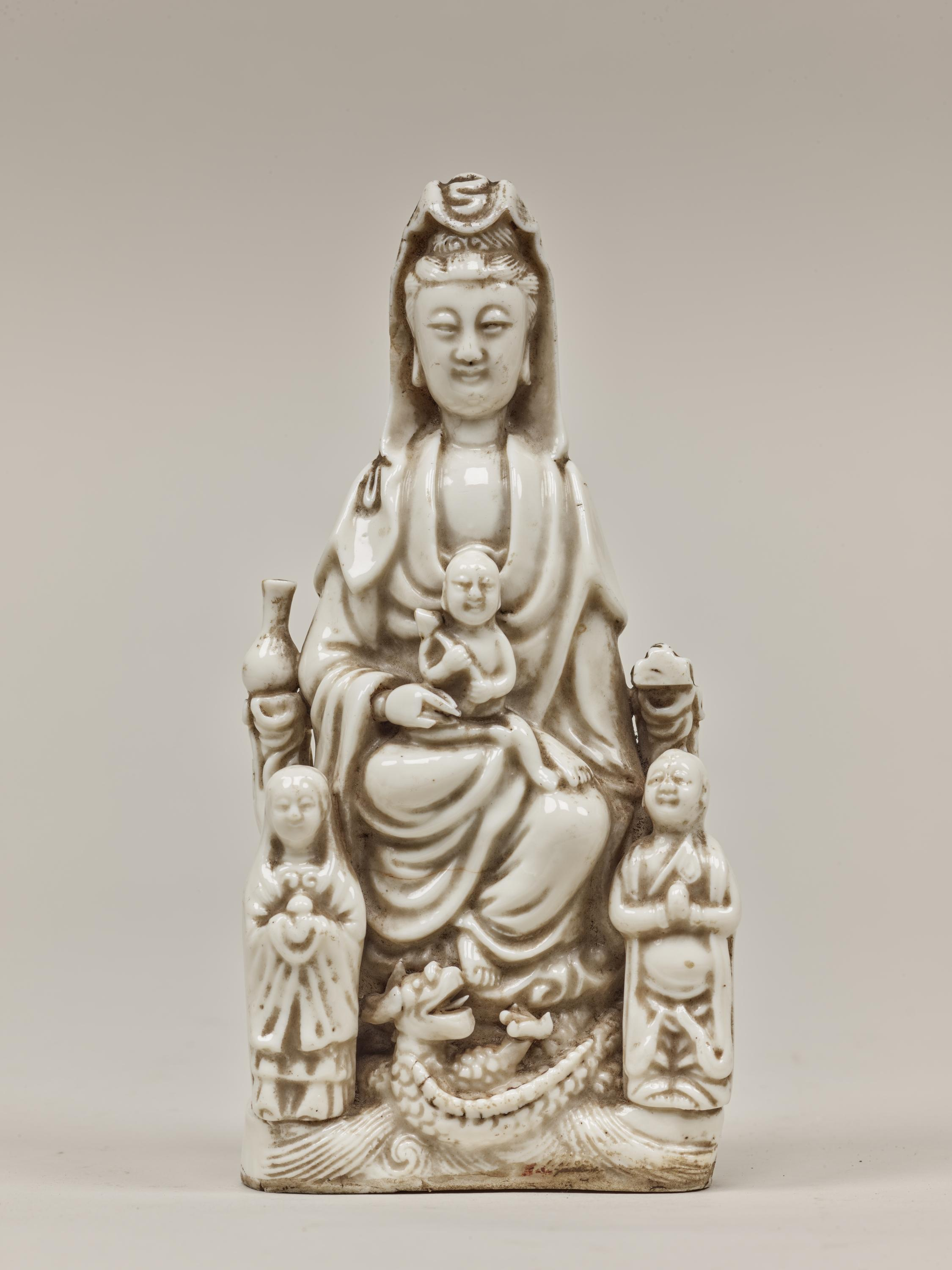
マリア観音

壊滅したかに見えたキリスト教徒たちであったが、九州の一部などでは信徒たちが宣教師たちの教えを口伝えに伝え、水方や帳方といった信徒組織を形成することで、親から子へ、子から孫へと密かに信仰を伝えていった。これが隠れキリシタン（潜伏キリシタン）である。彼らは仏教徒を装いながらも信仰をひたすら守り、キリスト教を自由に信仰できる日が来るのを待ち続けた。
それでも発覚する場合があり、一つの地域で大勢のキリシタンが一斉に見つかり、信仰共同体が崩壊する、いわゆる「崩れ」がたびたび起こった。濃尾崩れのように、信者の大量処刑により、キリシタンがほぼ根絶されて幕を閉じた事件もあれば、浦上一番崩れや浦上二番崩れ、天草崩れのように、混乱を恐れ江戸幕府が信者を赦免した事例もある。
ヨーロッパのカトリック教会は、キリスト教徒が完全追放された日本に興味を持ち続けた。日本における教会の発展と受難の物語はヨーロッパで語り継がれ、多くの人々がこの東洋の国への再宣教の日が来ることを待ち続けた。
鎖国令以降、江戸期の日本に渡航した数少ない宣教師の一人に、イタリア人教区司祭ジョバンニ・シドッチがいる。シドッチは鎖国下の日本への渡航を願い、教皇庁に許しを求めていた。教皇庁は殉教することが明白な地に司祭を送ることはできないと拒絶したが、シドッチの再三の願い出に教皇クレメンス11世は特別な許可を与えた。
1708年、シドッチは苦労の末に屋久島へ上陸したが、すぐに捕らえられ、長崎を経て江戸に送られ、死ぬまで切支丹屋敷にいた。江戸では儒学者新井白石が取り調べにあたったが、シドッチの人格の高潔さと学識に感銘を受け、尋問というよりは対話という形で、多くの新知識を学び取った。その成果が『西洋紀聞』『采覧異言』である。

### 鎖国から19世紀までのキリシタンの描写
近年の歴史学者ではヤン・ロイヒテンベルガーの著作『Conquering Demons』（2013年）が、現代の世界での日本の位置づけといった文脈でキリシタンが参照されることに着目している。ヤン・ロイヒテンベルガーは伴天連記、吉利支丹物語、切支丹宗門来朝実記を紐解いていき、17世紀初頭にキリシタンが日本列島から取り除かれた後に、神話化したキリシタンによる日本征服の偽史が大量に捏造されたと指摘している。
ヤン・ロイヒテンベルガーはキリシタンが「西洋との最初の接触点として、西洋の影響や新しい世界における日本の位置に対する継続的な不安を現す構成概念」となったことを解き明かした。そしてキリシタンは「グロテスクで不気味な詐欺師として描かれ、その唯一の使命は私利私欲のために他国を侵略する」という虚像が作られていったと論評している。
切支丹宗門来朝実記では、日本が神国であることの根拠を野蛮人の侵略を幾度となく撃退した物語に求めており、こうした文書が流布されることで、軍事的に他国よりも強く、外国よりも文化的、宗教的に優越しているとの自己イメージを持った日本人のアイデンティティが形成されていったと論じている。
時代が経過すると中世の説話に登場する悪役のような奇想天外な描写にキリシタンは変容していき、キリシタンを野蛮だが、身近な他者として永続させると同時に「その他者と対立する神聖で文明化された日本を組み立てるのに寄与した」と提示している。18世紀から19世紀にかけて、日本のアイデンティティを構成する上でキリシタンは重要な位置を占めるようになり、世界における日本の立場への不安を反映し、国家を神聖視させる言論に貢献する役割を果たしていることを示唆した。

### アイヌへの布教
アイヌは、数多くのカムイを崇拝する独自の宗教観を有していた。　
江戸時代の初期、蝦夷地（現在の北海道）の一部を治めていた松前藩は、アイヌが「日本風俗に化し染まぬ様」にすることを掟としており、日本語使用、和人風の服装をした場合は罰則があったため、独自の宗教観を保っていたが　イエズス会のジロラモ・デ・アンゼリス神父、ディエゴ・カルヴァリヨ神父がやってきて、大千軒岳の麓に生活し、布教を行った。　島原の乱以後、徳川家光は、キリシタンをなくすように指令を出し、松前藩は106名の蝦夷キリシタンを1639年（寛永16年）に処刑した。
ロシア人も交易を目的として上陸する一方、正教を布教したりしていた。明治以降色丹島に集められた北千島アイヌの集落には、教会が建てられ、キリスト教を信仰していたとする記録が残っている。樺太アイヌにもロシア正教会が布教を行った記録があるが、改宗者は少数であったことが報告されている。
1779年、厚岸にロシア人イワン・アンチーピンが上陸するできごとがあった。幕府は、すでに千島列島や択捉島に住むアイヌに、キリスト教が布教されている情報を得ていたため、国泰寺を建立するなどして、キリスト教が広まらないようにした。

## 幕末から明治
アメリカ合衆国からの要求をきっかけに、日本は西洋諸国に門戸を開くようになった。1858年には日米修好通商条約や日仏修好通商条約などが結ばれたことで、外交使節や貿易商と共に多くの宣教師たちが来日した。
1846年4月30日にバーナード・ジャン・ベッテルハイム医療宣教師が琉球王国に到着し、8年間迫害の中で宣教活動を行い、琉球語に聖書を翻訳した。

### カトリック教会の復興とキリスト教解禁
カトリック教会のローマ教皇庁は、鎖国期を通じて日本への再宣教の方策を模索していたが、19世紀半ばには日本に開国の兆しありと見て、フランスに本部を置くパリ外国宣教会 (Missions Étrangères de Paris; M.E.P.) に日本への宣教師派遣を依頼した。こうして1844年にテオドール・フォルカード (Théodore-Augustin Forcade) 神父（司祭）が那覇に派遣され、2年滞在して日本への渡航許可を再三求めたが、果たせず1846年に帰国した。しかし、同年にフォルカードを初代教区長として日本使徒座代理区が設立され、その後1855年からユジェンヌ・エマニュエル・メルメ・カション (Eugène-Emmanuel Mermet-Cachon)、プリュダンス・セラファン＝バルテルミ・ジラール (Prudence Séraphin-Barthélemy Girard)、ルイ・テオドル・フューレ (Louis-Théodore Furet) の3人の司祭が那覇に赴任して日本語を学んでいたが、1858年に日仏修好通商条約が結ばれたことで、日本入国が可能になった。メルメ・カションは函館に赴き、ジラールは江戸を経て横浜に拠点を構えた。ジラールは1862年、横浜に開国以来最初のカトリック教会となる聖心教会（その後移転し、現在の山手教会）を建てた。このころ、ヨーロッパのカトリック教会の強い関心が日本に寄せられていた証左として、1862年に「日本二十六聖人」の列聖が行われたことがあげられる。

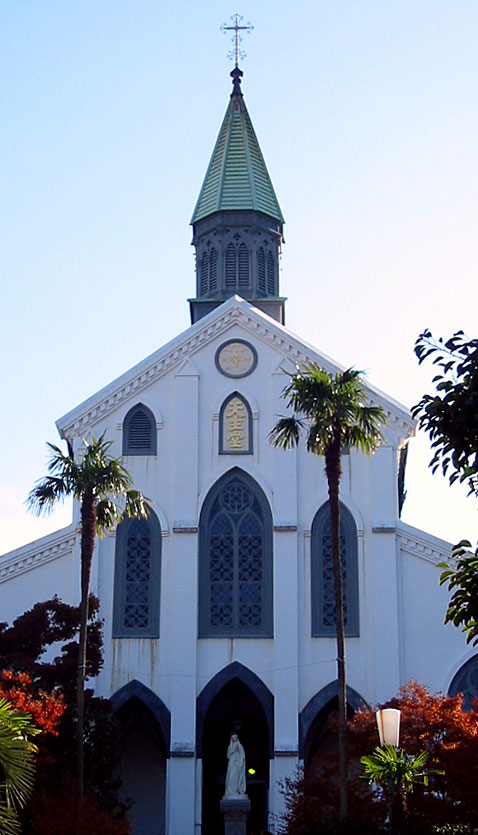
大浦天主堂

1864年になってフューレは長崎に土地を購入、後から加わったベルナール・プティジャン (Bernard-Thadée Petitjean) 神父（後に司教）と共に1865年に教会堂を建てた。これが大浦天主堂である。一か月後、教会を訪れた婦人たちが自分たちは禁教下で信仰を守り続けた潜伏信徒（隠れキリシタン）であることを告白、神父は驚愕した。これを「長崎の信徒発見」という。信仰を表明した信徒の多くはカトリック教会に復帰して司祭の指導を受けるようになった。

しかし、彼らは同時に寺請制度を拒否したために長崎奉行所が迫害に乗り出し（浦上四番崩れ）、1867年に成立した明治新政府も慶応4年3月15日（1868年4月7日）に五榜の掲示という高札を掲示してキリスト教禁教を継続したため、信徒への拷問や流刑などが行われた。明治政府が刑事罰を与えたキリスト教徒はカトリックに留まらず、他の地方でも東北で正教会への日本人改宗者が投獄されるなど、キリスト教弾圧が全国的に行われた。

だが、明治政府の予想に反して、キリスト教禁止と信徒への弾圧は諸外国の激しい抗議と反発を引き起こした。岩倉使節団が欧米諸国を視察した際、キリスト教の解禁が条約改正の条件であるとされ、1873年（明治6年）にキリスト教禁止令は解かれた。

### カトリック教会の動向
1846年から、日本での宣教を委託されていたパリ外国宣教会は、復興当初から宣教のみならず教育事業と社会福祉事業に力を注いでいた。
なお、1884年（明治17年）には、信者数は30,230名、司祭数54名、伝道士252名、教会数は84であった。

#### 教育事業

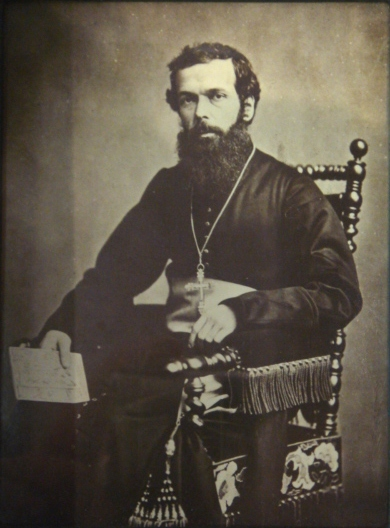
ベルナール・プティジャン

1872年にはプティジャン司教の招きによってフランスからサン・モール会（現：幼きイエス会）が招かれている。最初の5人の修道女たちは横浜に修道院と孤児院を建てた。1888年には彼らの手で築地教会の近くに高等仏和女学校が開かれた。これが後の雙葉学園の前身である。プティジャン司教は同じくフランスの女子修道会であるショファイユの幼きイエズス修道会にも修道女の派遣を依頼、これに応えて1877年に来日した4名は神戸で孤児院と学校（後の大阪信愛女学院）を開いた。1878年にはシャルトル聖パウロ修道女会が来日、函館に仏蘭西女学校を開設し、1882年には神田教会の敷地内に孤児院や小学校を建てた。同学校は白百合学園へと発展していく。1887年には、パリ外国宣教会の招致に応えて5人のマリア会員が来日し、翌年東京都に暁星学園が創立された。さらにマリア会によって1891年には長崎市に海星学園が、1898年には大阪市に大阪明星学園が、1901年には横浜市にセント・ジョセフ学院が創立された。
なお、キリシタン時代の日本において活躍したイエズス会は、「日本にカトリック高等教育機関を」という教皇庁の求めによって明治期の終わりになって来日し、1913年に上智大学を開いている。

#### 社会福祉事業
この時期、パリ外国宣教会の司祭たちは、政府によって活動を制限されていたため、日本人信者の協力を得て慈善事業・社会福祉事業に力を注ぎ、主に下層階級への宣教活動を行った。
1877年には築地教会の信徒であった本多善右衛門によって浅草にフランス語学校「玫瑰（まいかい）学校」（後の浅草教会）が設立された。この学校は児童福祉施設としても機能していた。1888年、パリ外国宣教会の司祭ジャン・ピエール・レイは、玫瑰学校に収容されていた孤児たちが青年へと成長し、職業訓練等が必要になり、もっと大きな施設が必要と考え、高木甚三郎ら浅草教会信者の協力を得て関口に移転し「聖母仏語学校」（後のカトリック関口教会）を設立した。これらを代表とする学校は、表向きは「フランス語学校」であるが、実態は児童福祉施設であり、また政府によって活動を制限されていた外国人宣教師たちの宗教活動を補助するための機関でもあった。

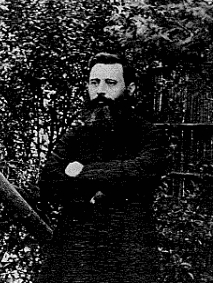
ジェルマン・レジェ・テストウィード

1873年に来日した司祭のジェルマン・レジェ・テストウィードは、1880年に西関東・東海道地方を担当した。この巡回伝道の旅行中、足柄街道筋の水車小屋で30歳ぐらいの盲目の女性ハンセン病患者と出会い、療養所の設立を決意する。1889年、静岡県御殿場市に療養所を設立。彼は上司に設立許可を願うにあたり「らい患者が現世の苦しみによって永遠の生命を得ることができたら苦しみも又幸せとなるでしょう。そのために病院を建て、そのことを教えたいと思います。こうして彼らは肉体の救いと共に魂のたすかりを得ると思います」と説明した。彼はこの病院に「主における復活」の意味で「神山復生病院」と命名、これが日本最初のハンセン病療養所となった。1898年には、ジャン・マリー・コール
により熊本県熊本市にもハンセン病療養所（待労院）が創設された。

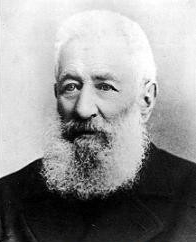
マルク・マリー・ド・ロ

1878年に長崎県の外海地区（現・長崎市）に赴任したマルク・マリー・ド・ロは、この地域の人々の生活が貧しく、孤児や捨子も多く、特に海難事故で一家の働き手である夫や息子を失った家族が悲惨な生活を送っていることを知り、1880年に孤児院を開設し、1883年には救助院（黒崎村女子救助院）を設立して授産活動を開始する。この施設に修道女として入院した婦人たちは、ド・ロの技術指導に基づき、織布、編物、素麺、マカロニ、パン、醤油の製造などを行った。ここで製造されたシーツやマカロニ、パンなどは外国人居留地向け、素麺や醤油などは内地向けに販売された。
このように、パリ外国宣教会に委託されたカトリック教会は、下層階級を中心に宣教活動の一環として積極的に慈善事業を行った。

#### 教区の変遷
1846年に設立されパリ外国宣教会に委託された日本使徒座代理区は、1876年に日本北緯使徒座代理区、日本南緯使徒座代理区の2区に分割された。日本北緯使徒座代理区は横浜に司教座を置いて北海道、東北、関東および中部の各地方を管轄区域とし、日本南緯使徒座代理区は長崎に司教座を置いて近畿、中国、四国、九州の各地方を管轄した。日本北緯使徒座代理区は、1877年に司教座を東京築地教会に移し、1891年には北海道と東北地方を分離（函館使徒座代理区）して東京大司教区となった。日本南緯使徒座代理区は、1888年に日本中部使徒座代理区が新設されたことにより近畿、中国、四国の3地方を委譲し、管轄は九州地方のみに縮小。同年、司教区に昇格して長崎司教区となった。

### プロテスタント教会の動向

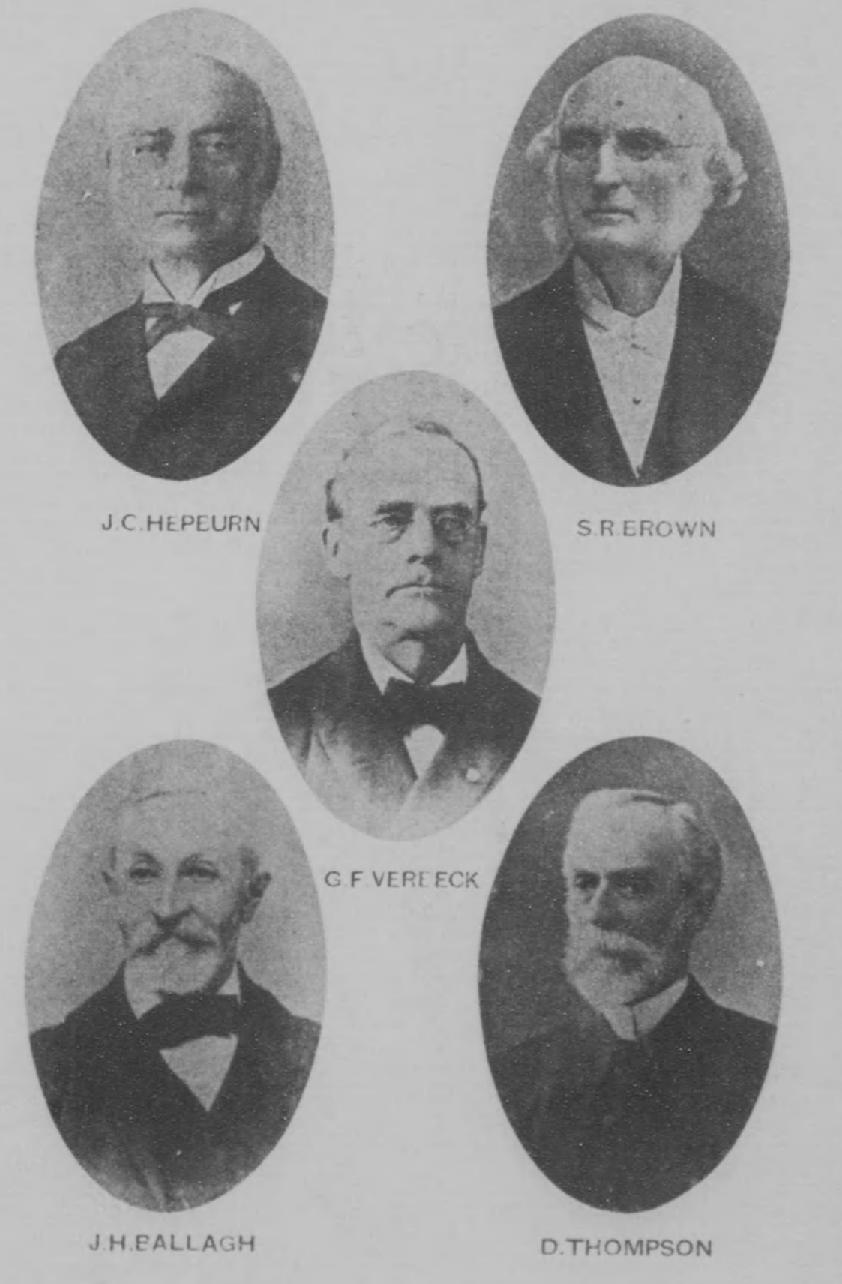
改革派の宣教師

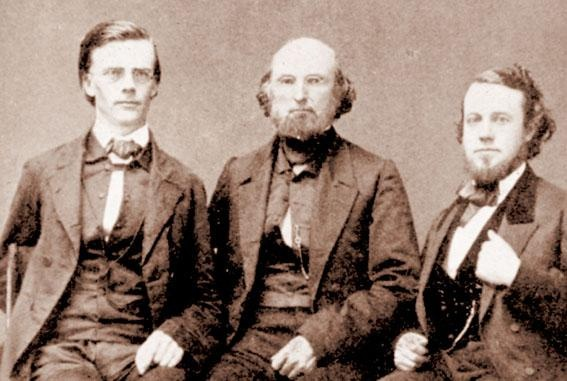
グイド・フルベッキ、サミュエル・ロビンス・ブラウン、ダン・B・シモンズ

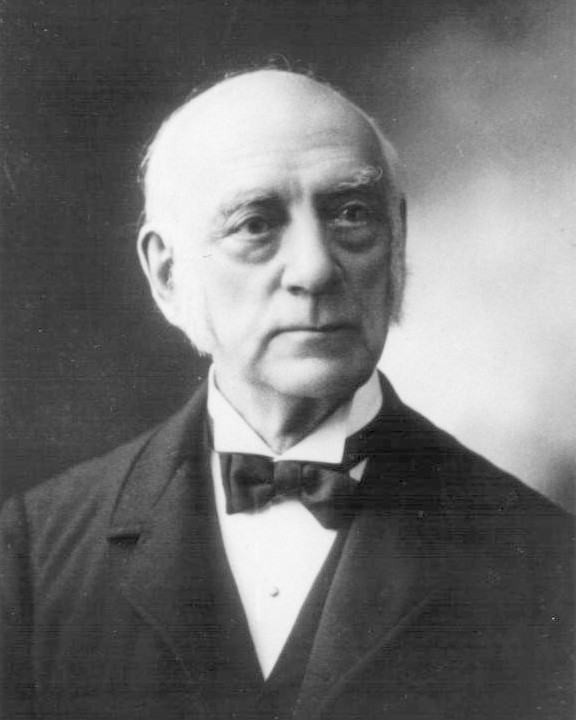
ジェームス・カーティス・ヘボン

プロテスタントの宣教師として最初に来日したのは1859年5月到来の米国聖公会ジョン・リギンズ (John Liggins) と6月来日のチャニング・ウィリアムズ (Channing Moore Williams) であった。これを皮切りに1859年中には，「ヘボン」とよばれたアメリカ合衆国長老教会の医師ジェームズ・カーティス・ヘップバーン (James Curtis Hepburn) （10月17日）をはじめとし、アメリカ・オランダ改革派教会から派遣された宣教師サミュエル・ブラウン (Samuel Robbins Brown) とグイド・フルベッキ (Guido Herman Fridolin Verbeck)、医療宣教師ダン・B・シモンズ (Danne B.Simmons) などが続々と来日した。さらに翌年の1860年にはバプテスト教会のジョナサン・ゴーブル (Jonathan Goble)、1861年にはアメリカ・オランダ改革派教会（ダッチ・リフォームド、現RCA）の牧師ジェームズ・バラ (James Ballagh) などが日本の土を踏んだ。これがプロテスタント各教派の最初の宣教師グループである。

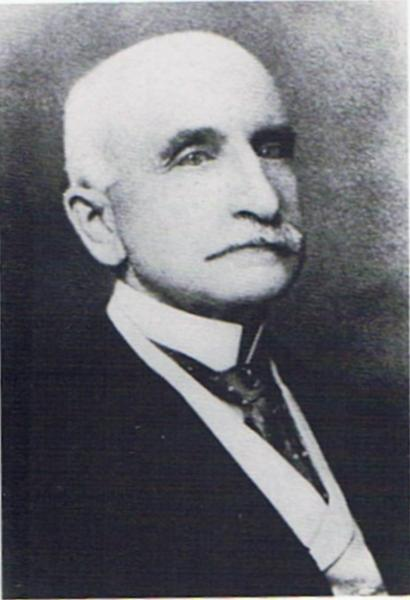
ダニエル・クロスビー・グリーン

やや遅れて1869年にはアメリカ伝道委員会（アメリカン・ボード） (American Board of Commissioners for Foreign Missions) のダニエル・クロスビー・グリーン (Daniel Crosby Greene) が来日し、1873年には米国メソジスト監督教会宣教師メリマン・ハリス (Merriman Colbert Harris) が函館に着任した。
近代以降の日本のプロテスタントを語る上で欠かせない三つの流れがある。それは「横浜バンド」、「熊本バンド」、そして「札幌バンド」である。ここでいうバンドとは「団体」という意味である。

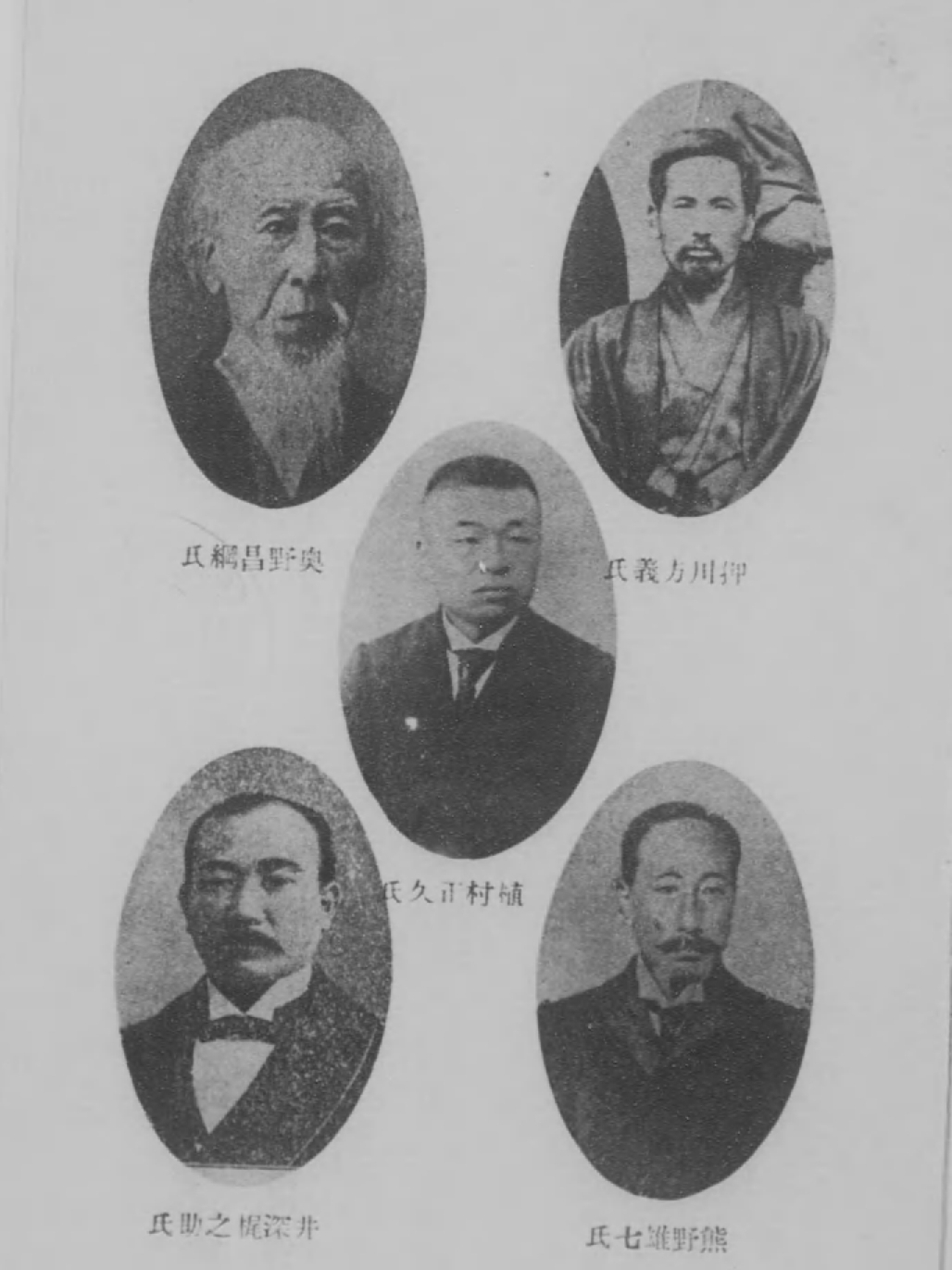
横浜バンド

1862年にヘボンの開いた横浜英学所（ヨコハマ・アカデミー）は、ジェームズ・バラの弟ジョンに引き継がれ、バラ学校と呼ばれていた（バラ学校は1880年に築地居留地に移転して築地大学校となる）。1872年、押川方義（東北学院創立者）らバラ学校の青年たちが信仰を告白し、洗礼を受けた。このグループが「横浜バンド」である。同じ年、横浜に最初の教会「日本基督公会」（海岸教会）が開かれた。1873年にはサミュエル・ブラウンの自宅に集まった青年たちによって「ブラウン塾」が発足。生徒の中には前出の押川方義のほか、青山学院の院長となる本多庸一や、明治学院創設メンバーである井深梶之助、植村正久らがいた。このバラ学校とブラウン塾の流れから1877年に東京一致神学校が生まれ、1887年に東京一致英和学校（築地大学校の後身）・東京英和予備学校と統合した上で白金に移転して明治学院が誕生した。また，一時帰国していたブラウンと共に1869年に来日したメアリー・キダー (Mary E. Kidder) が、ヘボンの診療所で教育していた。ここから後のフェリス女学院が誕生する。
1871年、熊本洋学校に教師として招かれた元陸軍士官L・L・ジェーンズ (Leroy Lancing Janes) は会衆派教会の熱心な信徒であり、彼の感化によって教え子たちが信仰に入った。「熊本バンド」（1876年）と呼ばれたこのグループは、熊本洋学校廃止によってジェーンズが大阪英学校に移るとこれに従い、ジェーンズが勧めたことで（新島襄が1875年に開いた）同志社英学校に加わった。その中に宮川経輝、小崎弘道（同志社第二代社長）、海老名弾正（第八代同志社総長）らのメンバーがいた。

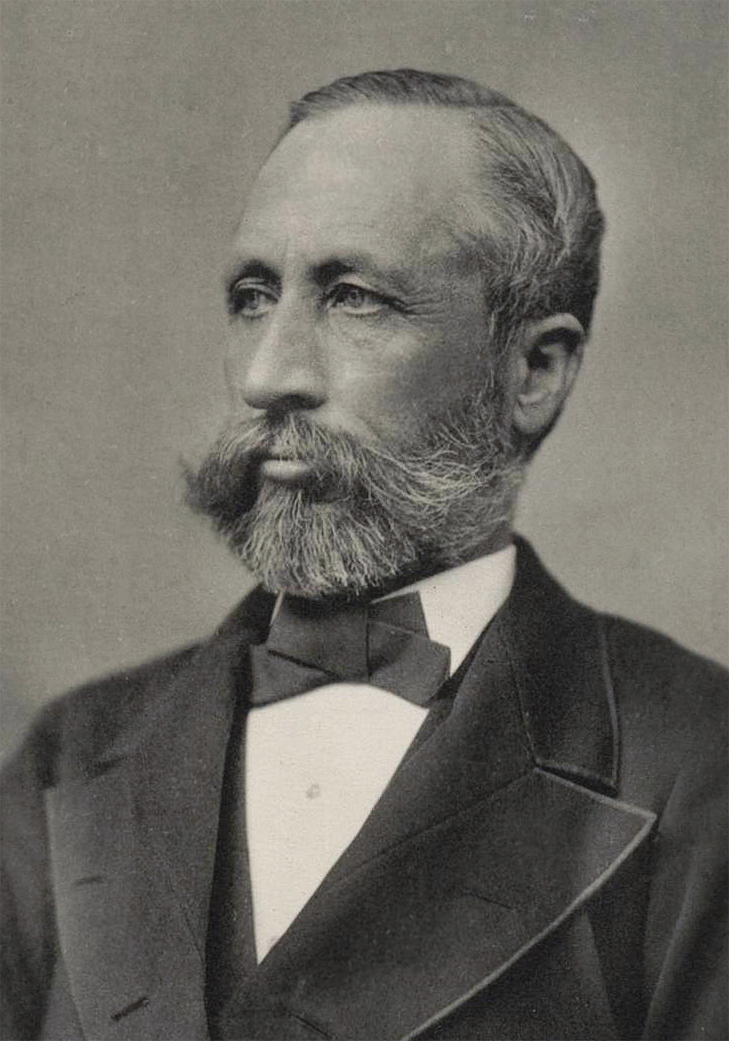
ウィリアム・スミス・クラーク

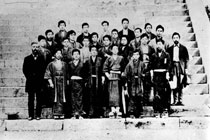
同志社英学校の教師と学生たち（1877年秋、右端が新島襄、左端がJ.D.デイヴィス）

札幌農学校（現在の北海道大学）で教壇に立ったW・S・クラーク (William Smith Clark) とメリマン・ハリスの薫陶を受けた教え子によって結成されたのが「札幌バンド」（1877年）である。クラークの教え子たちの中には佐藤昌介、大島正健、内村鑑三、新渡戸稲造、植物学者の宮部金吾、土木工学の広井勇らがいた（内村鑑三はのちに「無教会主義」を唱えることになる）。
日本のプロテスタントはこれらのグループを核として発展した。横浜バンドの流れから「日本基督教会」が、「熊本バンド」から日本組合基督教会が生まれた。そしてアメリカとイギリスの聖公会の流れから日本聖公会が、メソジスト系の諸派から日本メソヂスト教会が誕生した。
1872年にはジェームス・ハミルトン・バラ宣教師によって横浜に日本基督公会が設立され、1873年（明治6年）にはキリシタン禁制が解除された。フルベッキ宣教師が日本政府左院の翻訳顧問となり、グリーン牧師やジェームス・カーティス・ヘボン宣教師らとともに新約聖書翻訳に取り組んだ。初期の宣教師たちの宿願であった日本語訳聖書の出版事業もこの時期精力的にすすめられ、1880年に新約聖書、1888年に旧約聖書が出版された。
1873年までに、ほとんどのプロテスタントの教派が来日した、1874年創立の神戸の摂津第一公会は、当初から会衆制を採った。
1880年にはイギリス発祥のキリスト教青年会（YMCA）の日本支部が発足した。
1882年時点で日本に在留していた宣教師は138名であった。初期の宣教師は聖書信仰と保守的な神学を持ち、その宣教の情熱の背景にはアメリカの大覚醒と呼ばれたリバイバルがあった。循環するリバイバルがアメリカのキリスト教の特徴である。ブラウンら宣教師は大覚醒運動の影響を受けていた。アメリカの宣教師によって日本に福音主義（エヴァンジェリカリズム）が伝えられた。

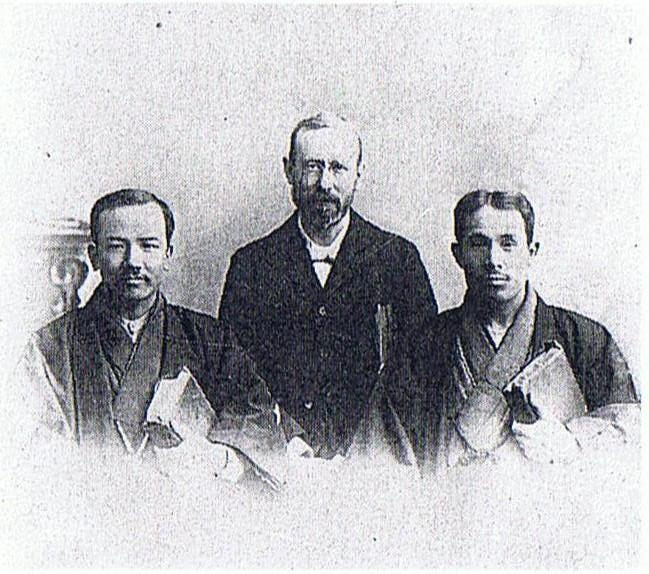
中田重治、パゼット・ウィルクス、三谷種吉

福音派（特にホーリネス運動）の源流の一つで「松江バンド」（1893年）も特筆に値する。1890年の聖公会牧師バークレー・バックストンの松江市での伝道が始まりであり、竹田俊造、三谷種吉、堀内文一らを輩出。1897年9月26日にバックストンの招きにより、パゼット・ウィルクスが来日し、日本伝道隊（1904年）や日本イエス・キリスト教団、関西聖書神学校などの設立に関わった。三谷種吉は日本最初の音楽伝道者であり、今も歌われる讃美歌「ただ信ぜよ」、「神は愛なり」を歌いながら、伝道した。
1878年5月15-17日に、第一回全国基督教信徒大親睦会が開催され、1880年に第二回が開かれていたが、1882年は耶蘇退治の迫害があった。1883年の5月8-12日に開催された第三回全国基督教信徒大親睦会からリバイバルが起こり、全国的に広がった。5月14日の基督教大演説会には四千人を集めた。1884年の同志社リバイバルは、3月17日の祈祷会で最高潮を迎え、200名の学生が信仰を告白して、洗礼を受けた。
「日本のプロテスタントは教育中心、上流階級と中流階級に対する伝道を行ってきた」といわれる。日本の初期のプロテスタントの指導者は特に知識階級、佐幕派の士族階層が中心だった。

#### 教育事業
アメリカの宣教師を中心に、日本での明治初期のミッションスクール創設にあたっては、カトリックより早く、日本における女子教育の嚆矢ともいえる。
1869年（明治2年）、アメリカの宣教師らが東京を視察し、ミッションスクール「カロザース塾」を開校、現在の女子学院中学校・高等学校の源流となる。
1870年（明治3年）、米国改革派教会が婦人伝道師メアリー・エディー・キダーを派遣しフェリス女学院を創設する。
1871年（明治4年）には、1861年から横浜に滞在していたジェームズ・H・バラの要請に応え、米国婦人一致外国伝道協会 (WUMS) のメアリー・P・プラインらにより〈ドリーマス・スクール〉が設立される（現：横浜共立学園中学校・高等学校）。
1873年（明治6年）、米国伝道会から派遣された女性宣教師イライザ・タルカットとジュリア・ダッドレーが神戸の宣教師団の支援の元に私塾を開校（現：神戸女学院中学部・高等学部）。

### 正教会の動向

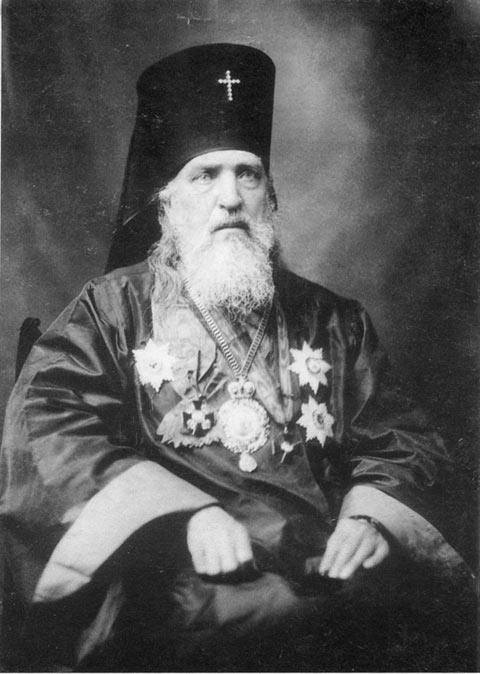
大主教ニコライ

日本における正教会伝道は、1861年にはロシア正教会のニコライ・カサートキンが来日し、函館の領事館付き修道司祭に着任したのが嚆矢である。当初からニコライは「日本人への伝道・日本正教会の建設」を志して修道司祭となっており、活動を領事館付き司祭の枠にとどめる考えはなかった。派遣したロシア正教会上層部もまた同様の考えであった。その後もニコライは、この基本方針を貫いた。
函館・仙台の人士が初期の信徒を構成したため、函館・東北地方での浸潤がまず始まった日本の正教会だが、1872年に神田駿河台の土地2300坪を得て、宣教の拠点とした。1874年5月には布教会議が東京で開催される。1880年にはニコライは主教に叙聖され、この時からロシア正教会から派遣される主教を待たずに司祭・輔祭を叙聖することができるようになり、日本正教会の神品が増加する環境が整った。1880年には現存するものの中では日本最古の木造教会建築である、石巻ハリストス正教会の聖使徒イオアン会堂が完成。1891年には東京復活大聖堂（ニコライ堂）が竣工する。
また出版事業に重きを置いたニコライにより、各種祈祷書・聖歌譜が日本語に活発に翻訳されていった。1882年に帰国した山下りんにより各地の聖堂のイコンが描かれていった。また日本に着任していた修道司祭アナトリイの甥でもありピアノ・チェロの奏者でもあったヤコフ・チハイが同年頃に来日し、聖歌教師として聖歌の普及に努めた。正教会は急速に教勢を拡大していく。
しかし1891年の大津事件にみられるように日本の対露感情が悪化していく中、ロシア正教会から伝道された日本の正教会もまた各地で迫害を受けていく。1904年にはついに日露戦争が開戦される。この時、ニコライ主教は日本にとどまり、「諸君は皇軍の為に祈れ」と言い、苦難の下にあった日本人正教徒たちを激励し続けた。ニコライは内面では、度重なるロシア軍の敗報に苦悩していたが、あくまで日本人の指導者・日本の正教会の主教という姿を貫き通すことになる。同時に日露戦争時、日本の正教会は日本政府と協力し正教徒ロシア人捕虜の世話に当たり、「日本正教会」でありかつ「日本人のためだけではない正教会」である姿を両立させることとなった。
日露戦争終結直後、日比谷焼打事件の際には東京復活大聖堂もあわや暴徒に襲撃されるところであったということからも、当時の日本の正教会が置かれた立場が垣間見える。こうした逆境にもかかわらず、1911年、ニコライが大主教に昇叙された年には、日本正教会の教勢は教会数265箇所、信徒数31,984名、神品数41名、聖歌隊指揮者15名、伝教者121名に達した。これは当時の日本にあって、カトリック教会に次ぐ規模であった。
明治最後の年、1912年にニコライは永眠、76歳であった。この時、明治天皇から恩賜の花環が与えられた。外国人宣教師の永眠に際して花環が与えられたのは異例のことであった。ニコライの伝道はその後、日本ハリストス正教会に結実する。

## 明治から大正

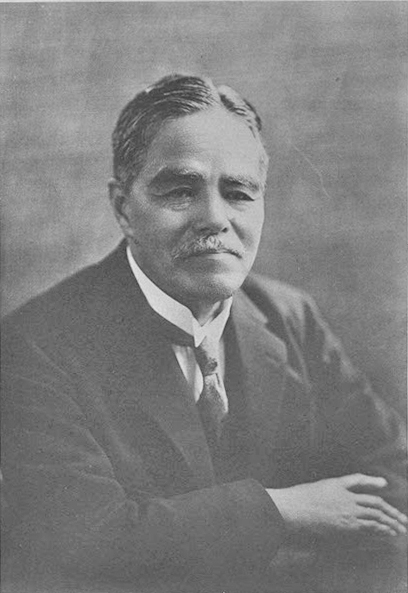
内村鑑三

明治初期から中期にかけては、国を挙げて欧化政策が進められたため、西欧精神の中枢であるキリスト教に関心を持つ日本人が増えてきた。福澤諭吉がキリスト教国教会論を主張し、上流階級がキリスト教に殺到した時代である。なお、1895年のカトリック教会は、信徒数50,302人、司教4人、司祭はパリ外国宣教会士88人、マリア会士27人、邦人司祭20人であった。プロテスタントは1888年末に249教会、信徒15,514人、宣教師451人、日本人教役者142人、神学校14校、神学生287人、年間の受洗者は約7,000人を数えた。正教徒の信徒数は17,000人であった。
しかし明治中期以降、日本が富国強兵政策をとって近代国家への歩みを模索し、国粋主義的思想が強まるようになるとキリスト教への見方にも変化が起こる。1889年に発布された「大日本帝国憲法」では日本が立憲君主制国家たることを宣言しているが、この中で信教の自由は限定的なものとされた。さらに天皇に対する忠誠を説く「教育勅語」（1890年）で明治日本における天皇の位置づけが明確に示された。国家の核としての天皇と国家神道の位置づけが明確にされたことで、キリスト教に対する風当たりが強まっていく。このような風潮を象徴するできごとが内村鑑三の不敬事件（1891年）であった。また、政府は大逆事件(1911年)で幸徳秋水を処刑したが、キリスト教に批判的な立場から、彼の遺作である『基督抹殺論』の刊行を認めた。
このような情勢の中でも、この時期、様々なキリスト教的社会福祉事業や社会運動が起こっている。キリスト教精神がようやく日本社会に浸透し、社会への働きかけという形で実を結び始めたことの証ともいえる。

### カトリック教会の動向
高等教育や出版活動において日本のカトリック教会は、プロテスタントに大きく遅れをとっていた。
明治末期になると、パリ外国宣教会による日本の独占司牧体制に無理があることは、同会の一部でも認められ、今後の教会の発展には他の修道会の来日が必要であるとの意見が出始めた。

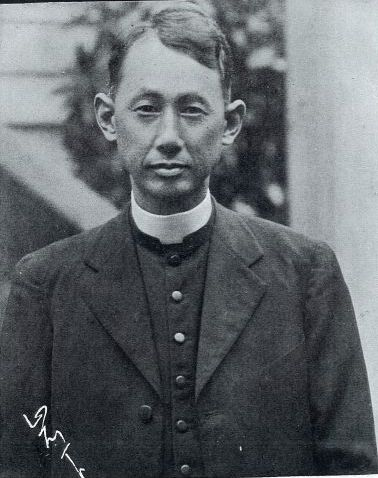
岩下壮一

しかし、パリ外国宣教会の内部からは、十分な内部変革の動きが無かったこともあり、日露戦争前後の時期になると、日本人の司祭や信徒の一部から「パリ外国宣教会の宣教活動は、近代国家となった日本では十分な成果を挙げ得ないもの」として、教会改革の必要性を唱える者が現れた。例えば長崎教区で教会改革を目指した司祭の平山牧民および一部の信徒らは、慈善活動を通じて下層階級への宣教事業に力を入れる同会に不満を持ち、高等教育や学術活動に強いイエズス会の誘致運動を行い、教皇庁にその必要を主張する意見の具申を行っている。また東京大司教区では、知識人層を対象にした出版活動や青年運動が展開され、パリ外国宣教会の中には日本人の若手カトリック知識人の活発な活動に期待する宣教師も存在した。
しかし、日本人信者によるパリ外国宣教会の司牧体制に向けた批判活動は、平山牧民の追放や前田事件を引き起こし、結果的にイエズス会の招致は実現したが、教会の改革運動は低調な状態に陥ってしまった。その後、1916年に岩下壮一を中心として結成された第2次公教青年会の会長に山本信次郎が就任し、再び知識人活動や青年運動が盛り上がった。

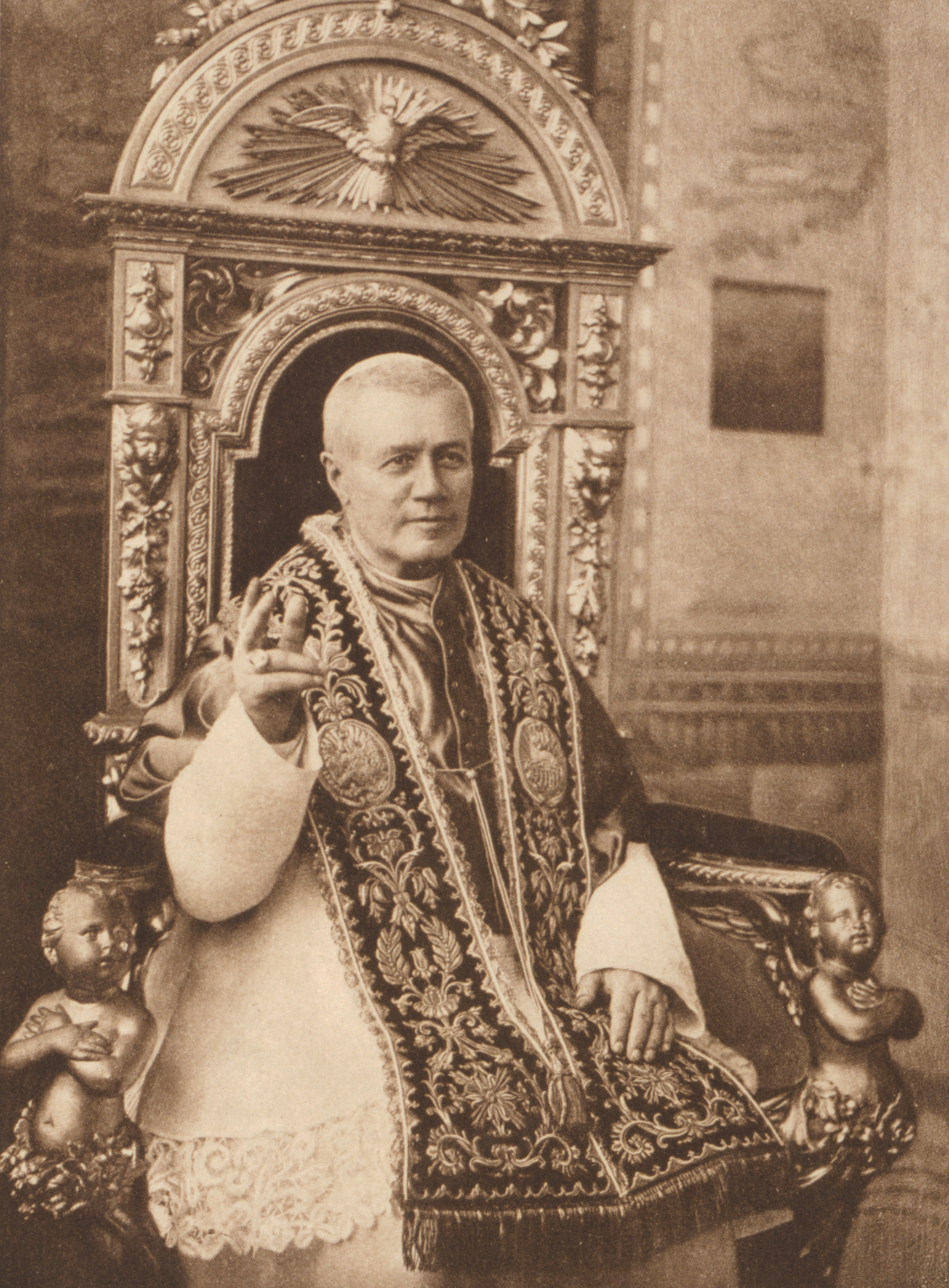
ピオ10世

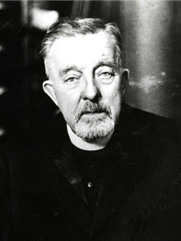
上智大学初代学長
ヘルマン・ホフマン

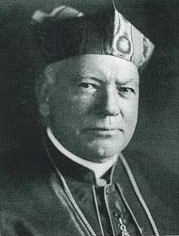
ウィリアム・ヘンリー・オコンネル

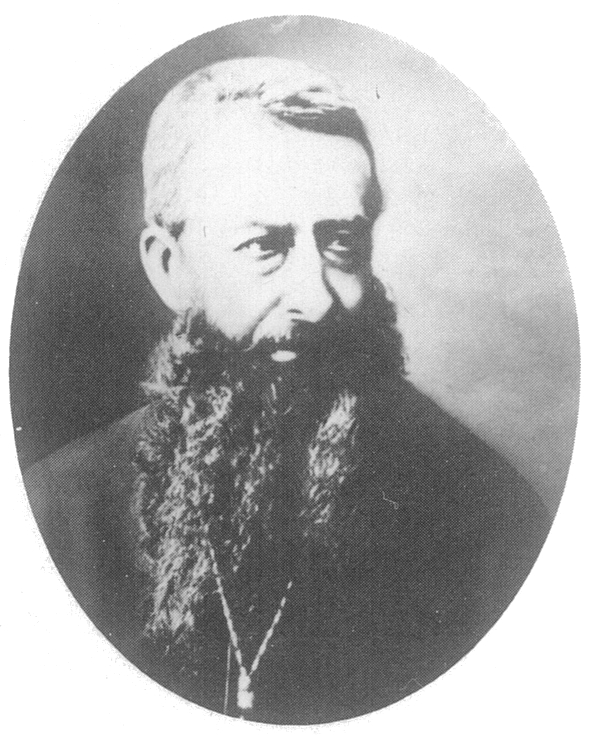
ピエール・マリ・オズーフ

#### 教育事業
日露戦争後の1905年11月、教皇ピオ10世は、アメリカ人司教のウィリアム・ヘンリー・オコンネルを親善使節として明治天皇宛てに親書を託し派遣した。
教皇使節の日本訪問は、日露戦争時に戦地のカトリック教会が日本により保護されたことに対して、ローマ教皇が明治天皇に感謝の意を表するために行われたものだが、同時に日本のカトリック教会の現状視察という別の目的を持っていた。この訪問を機縁に、日本のカトリック教会もフランスのパリ外国宣教会の独占から多様化された。スペインよりドミニコ会、ドイツより神言会、イエズス会、フランシスコ会、カナダよりフランシスコ会、ドミニコ会、イタリアよりサレジオ会が来日した。この多様化によって教育事業においても、従来の初等中等教育から高等教育にも取組んだ。
1906年にピオ10世より「日本に高等教育機関を設置すること」の要請を受けたイエズス会は、1908年に3人のイエズス会員を派遣する。その後、1911年に財団法人上智学院を設立、1913年に専門学校令による大学（上智大学）を開校した。1916年には、聖心女子学院高等専門学校（後の聖心女子大学）が設立され、カトリックは貧民層のためという印象は薄れた。

#### 社会福祉事業
このような流れの中でも、社会福祉事業は続けられた。
1926年、司祭のアルベール・アンリ・シャルル・ブルトン
によって神奈川県鎌倉市に結核療養所「聖テレジア療養所」が設立された。また女子教育においても1907年、司祭のルイ・ルラーブ
によって京都府宮津市に宮津裁縫伝習所が創設され、後の京都暁星高等学校へと発展する。

#### 本所教会焼討ち事件
1905年9月5日、ロシア帝国と締結されたポーツマス条約に、日露戦争時の増税による耐乏生活を強いられてきた民衆の不満が爆発した。（日比谷焼打事件）翌9月6日23時頃、本所地区に決起した暴徒は、本所教会を襲い一帯の信者の住居と共に本所教会は焼討ちされた。暴動が鎮まった後も敵意は教会に向けられたため、当時の東京大司教であったピエール・マリー・オズーフは時勢を考え、本所教会の主任司祭を日本人に交代した。

### プロテスタント教会の動向

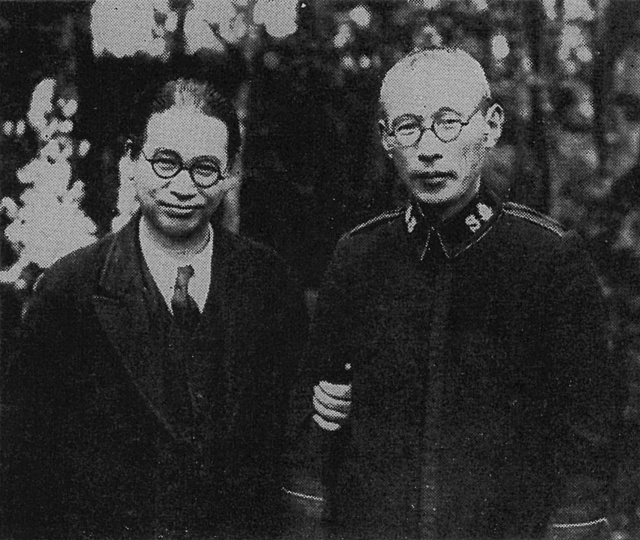
賀川豊彦（左）と山室軍平（右）

この時期はプロテスタントにとっても困難な時期ではあったが、売買春の廃絶を目指した日本基督教婦人矯風会（1886年）の発足や、石井十次による岡山孤児院（1887年）、石井亮一の聖三一孤女学院（1891年、後の滝乃川学園）のような養護施設活動、山室軍平による救世軍運動（1895年）などキリスト教的社会福祉事業、社会運動、廃娼運動が起こっている。セツルメント運動や神戸・灘での生活協同組合（現コープこうべ）なども、キリスト教文化の影響下に生まれた運動として挙げることができる。

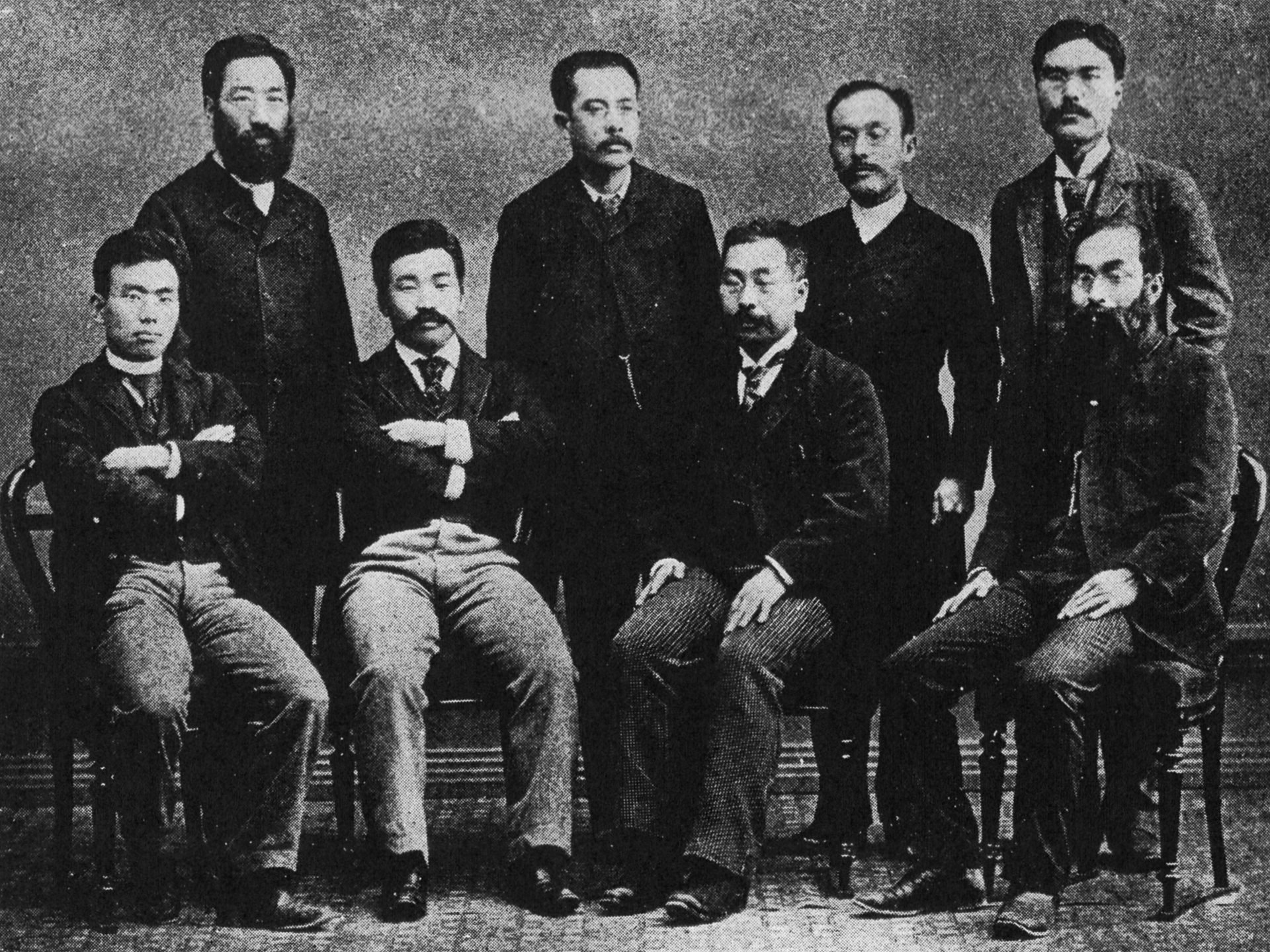
熊本バンドの主要メンバー（1892年、後列左端が海老名弾正、その右隣に横井時雄、前列右端が宮川経輝、その左隣に小崎弘道）

また、この時期、自由主義神学、高等批評が導入され、日本の教会に混乱を与えることになる。1885年にドイツ普及福音教会のウィルフリード・スピンナーが来日し、聖書は人間の宗教的な記録であると主張した。またこの派からオットー・シュミーデルも来日する。この立場は、新神学と呼ばれたが、彼ら自身は「最も進歩せる学術的キリスト神学」と称した。これは日本組合基督教会に強い影響を与えた。
1887年には大日本帝国政府司法大臣らの招聘でアメリカ・ユニテリアン協会からユニテリアンの宣教師が来日し、三位一体、キリストの神性を否定した。熊本バンドの小崎弘道はリベラルな新神学を受け入れ、1889年に同志社学院で開催されたキリスト教青年会の夏期学校で、「聖書のインスピレーション」と題して講演をした。また、1891年に金森通倫も「モーセ五書は、ユダヤ人の伝説や神話の寄せ集めである」と主張した。
1892年には日本基督教会で「日本の花嫁事件」が起こり、田村直臣牧師が免職になった。1893年に東京帝国大学の井上哲次郎教授は、『教育と宗教の衝突』を発表して内村鑑三を非難し、キリスト教と日本は相容れないとした。それに対して柏木義円は『同志社文学』第59号に「勅語と基督教」を掲載して反論した。
1897年にはドイツの普及福音教会が東京に東郷坂教会を設立し、ユニヴァーサリズムを支持する赤司繁太郎が1946年まで牧師を務めた。
1901年5月に20世紀大挙伝道の働きの中で、リバイバルが起こり、1907年にはプロテスタント人口が約6万人となった。

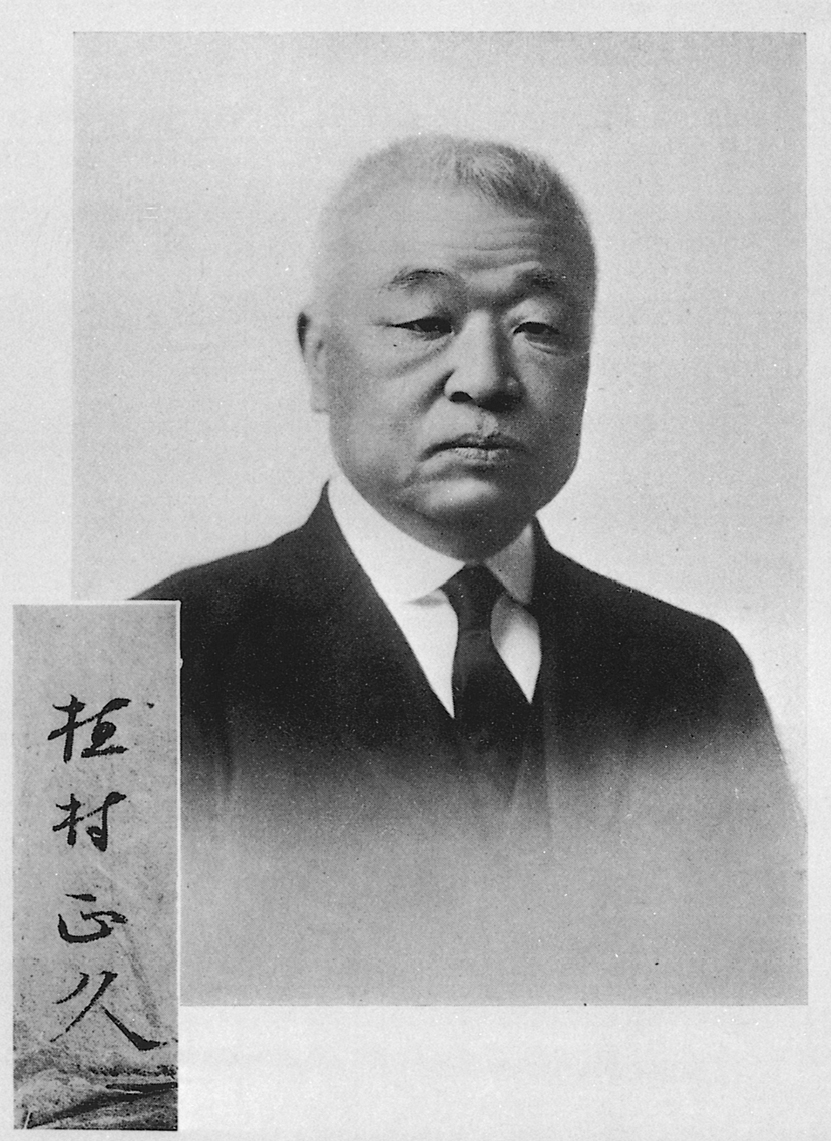
植村正久

1901年9月から、リベラル神学を巡って、植村・海老名論争が起こる。1902年に福音同盟会は総会を開き、イエス・キリストの神性を確認し、海老名を追放したが、植村も十全霊感を否定した。やがて植村は十全霊感を重視する南長老ミッション宣教師サムエル・フルトンと対立し、明治学院教授を辞職して東京神学社を設立した。フルトンもまた明治学院との関係を断って神戸神学校を設立し、富田満や賀川豊彦らもこれに従った。
1903年には、それまで各教派別に編纂されていた讃美歌集を一つにまとめた共通『讃美歌』が作成された。
1904年の日露戦争では、海老名弾正、植村正久、井深梶之助、本多庸一が主戦論を唱え、内村鑑三、柏木義円、白石喜之介が非戦論を唱えた。トルストイの影響を受けた、キリスト教社会主義者の安部磯雄、木下尚江、西川光次郎、石川三四郎、片山潜らも無抵抗主義の非戦論だった。

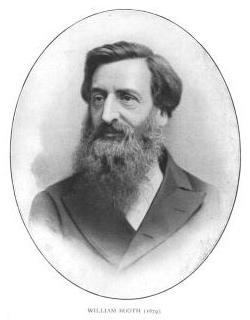
ウィリアム・ブース

1907年には救世軍の創立者ウィリアム・ブースが来日した。2万人を超える群集がブース大将を歓迎し、彼は西園寺公望、大隈重信、明治天皇に面会した。1912年に救世軍病院が開設される。

エディンバラ宣教会議

1909年10月には、日本におけるプロテスタント宣教開始50年を祝って、宣教開始50年記念会が開催された。
1910年の朝鮮併合後に朝鮮総督府（日本統治時代の朝鮮）は、日本基督教会の指導者植村正久に朝鮮宣教を持ちかけた。植村は朝鮮併合には賛成していたものの、朝鮮宣教は断ったため朝鮮総督府は、日本組合基督教会の指導者海老名弾正に朝鮮宣教を命じた。日本組合基督教会は、同年10月の第26回定期総会で全会一致をもって「朝鮮人伝道」を決議し、渡瀬常吉を派遣。日本組合基督教会は朝鮮総督府より莫大な資金援助を受けて朝鮮植民地伝道を繰り広げた。
明治（1868年-1912年）の終わりから大正（1912年-1926年）にかけて、明治後半にみられた国粋主義への傾きが一時的に退潮した。1912年の神仏基による三教会同は、ようやくキリスト教の地位が宗教界で同等なものとみなされたかのような印象を与えたが、その一方で昭和（1926年-1989年）に入ってキリスト教が国家の統制下に組み込まれていくことへの伏線となった。この時期、日本基督教会の信徒であった賀川豊彦は労働組合運動など活発に社会運動を行なったが、彼の設立した消費組合は後の生活協同組合へとつながった。

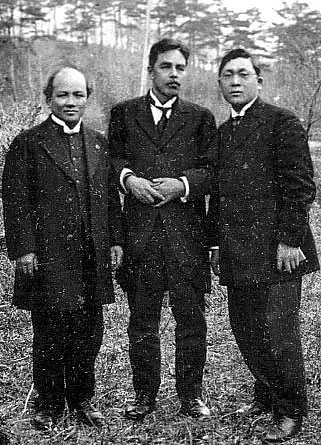
中田重治、内村鑑三、木村清松、再臨運動を始めた頃、1918年頃

1918年には中田重治、内村鑑三、木村清松が再臨運動を展開した。1919年11月、淀橋教会の祈祷会から、ホーリネス・リバイバルが起き、四重の福音を唱えるホーリネスは教勢を拡大していった。

#### 教育事業
1910年6月にエディンバラ宣教会議が開催され、日本からは本多庸一、井深梶之助、原田助などが出席した。この大会の決議により、東京女子大学が設立された。
1918年12月の大学令公布を受けてプロテスタント系の専門学校の間でも大学昇格運動が起こり、1920年に同志社大学、1922年に立教大学、1932年に関西学院大学が設立された。

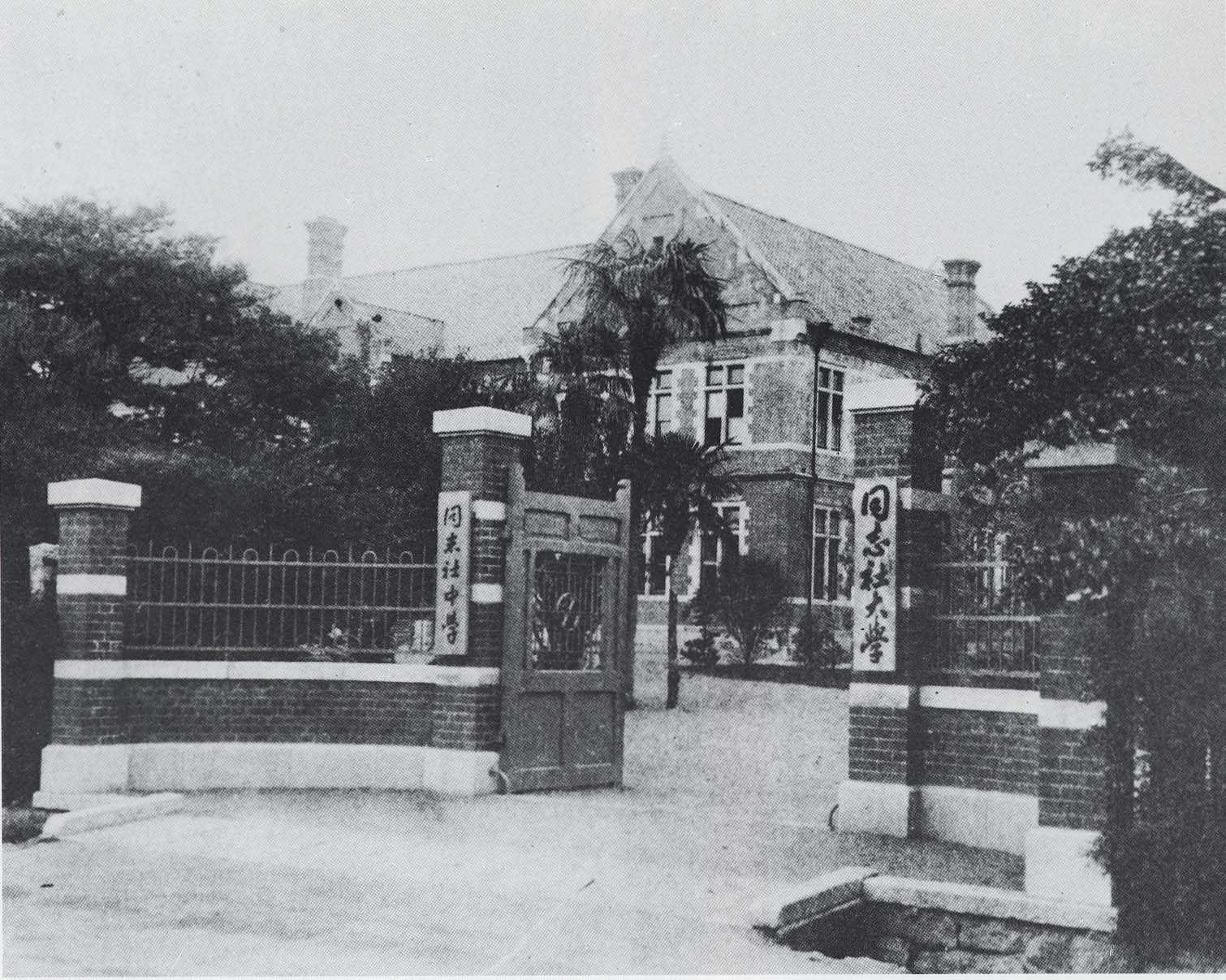
同志社大学
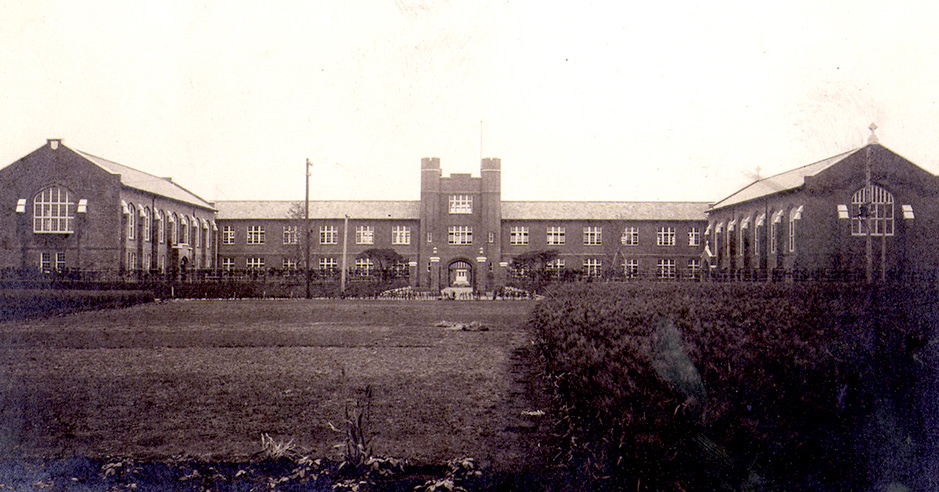
立教大学
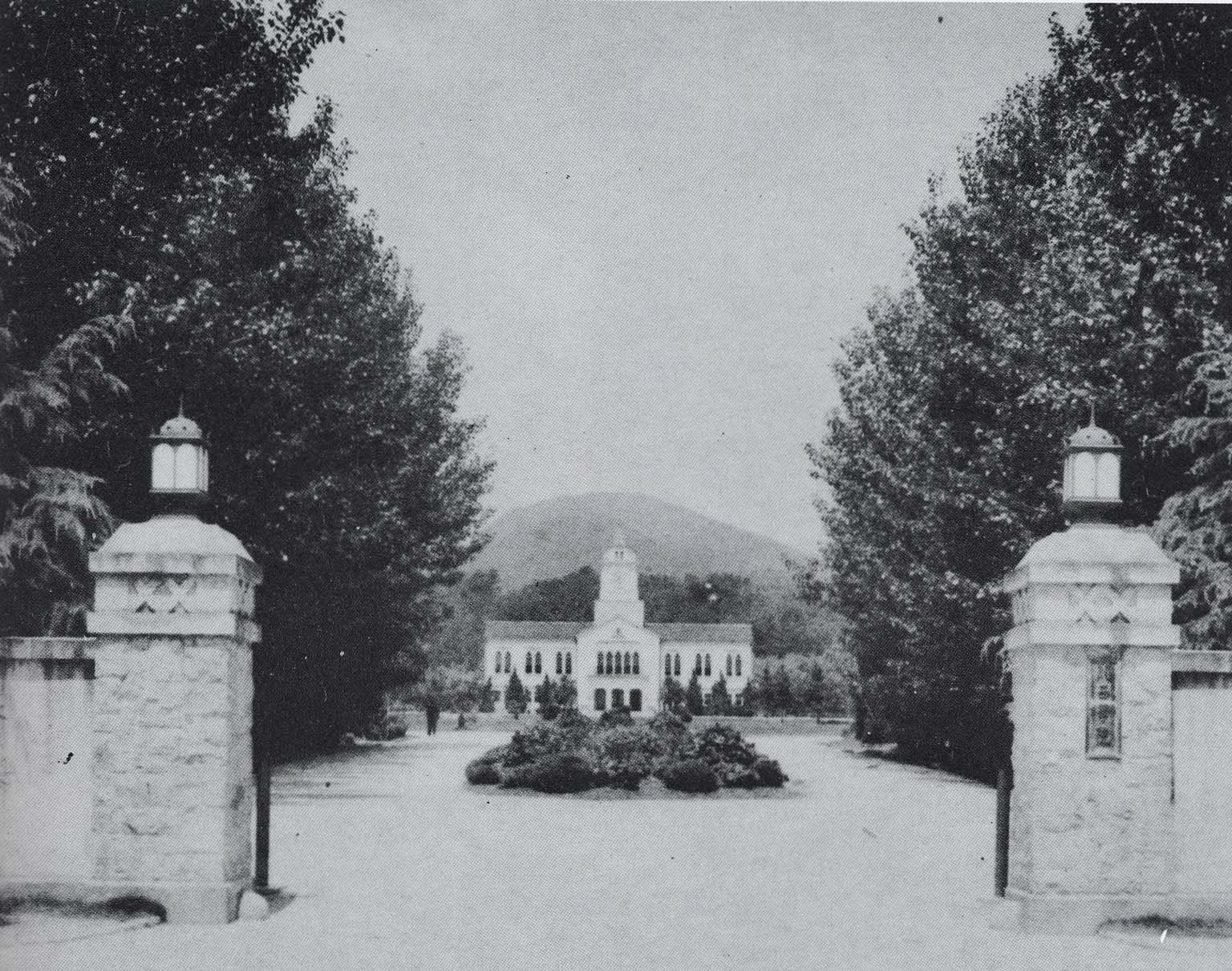
関西学院大学

青山学院も高木壬太郎院長の下で大学昇格を目指した。しかし高木の急死（1921年）、関東大震災による校舎壊滅（1923年）などの不運も重なって、青山学院の大学昇格は戦後まで持ち越しとなった。

### 正教会の動向
大正以降の正教会の動向については、日露戦争・ロシア革命の影響が大きく、反露感情・反共感情の広がりと母教会（ロシア正教会）に対する共産主義政権による弾圧もあり、他教派とは歴史的に置かれた環境が異なるために独特の経緯をたどった部分が少なく無い。
昭和初期以前、明治末から既に日露戦争に代表される日露関係の悪化から、日本正教会は日本において他教派よりも一層厳しい立場に置かれていた。正教側は、正教はロシア専有の宗教ではなく世界の聖公使徒教会であると主張していたが（これは世界の正教会と共通する見解）、世間からは「露教」と誤解する向きが根強かった。1894年にギリシャ正教会のディオニシオス大主教が来日してニコライ主教とともに奉神礼を行ったことを、「正教会が蒙っていた冤罪を雪ぐべき好機会」であったと記した三井道郎の回想記の一節にも、当時の日本正教会が置かれた状況が垣間見える。

## 戦前戦中昭和

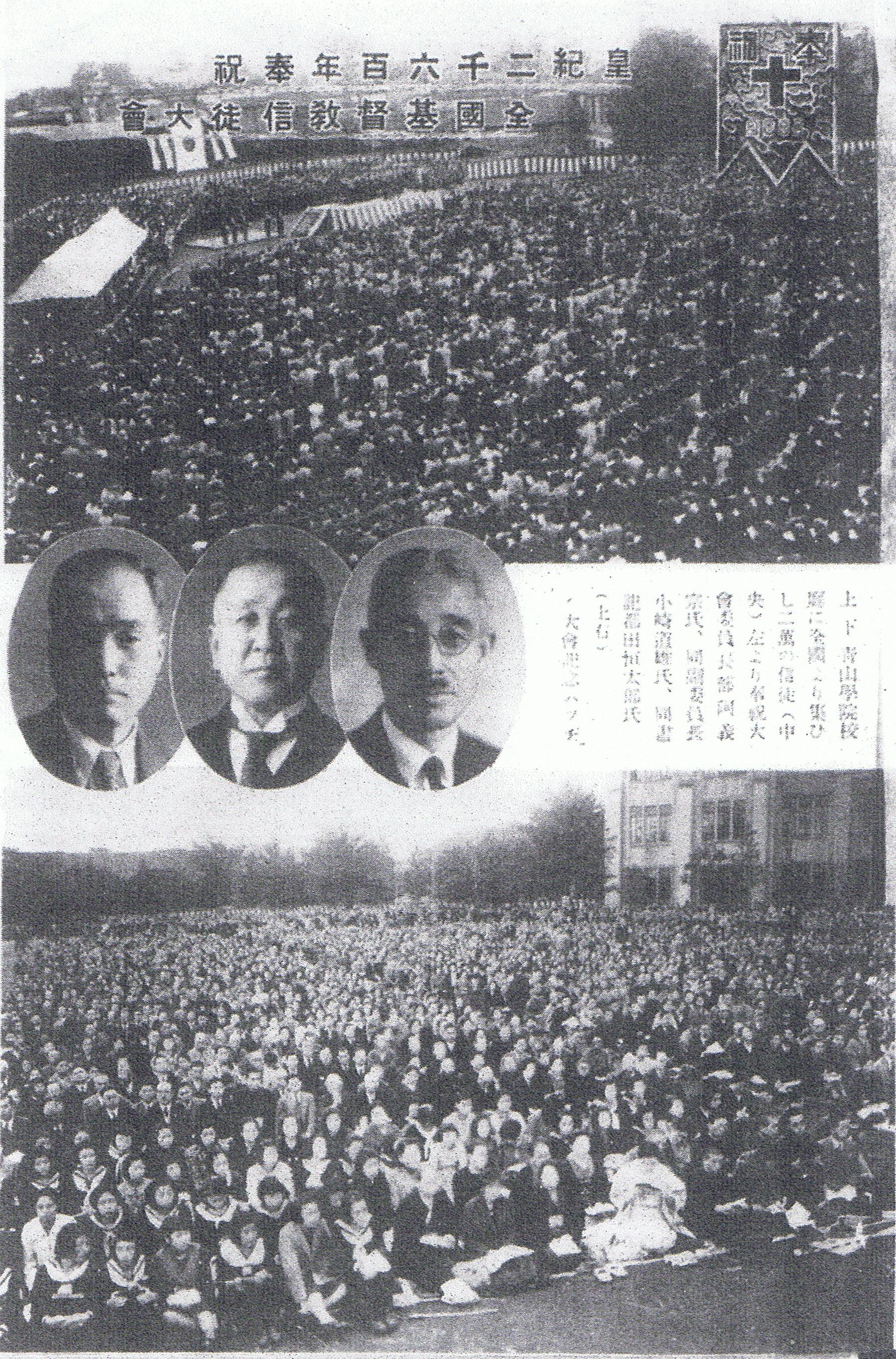
皇紀二千六百年奉祝全国基督教信徒大会

昭和初期には軍部が擡頭すると、軍国主義のイデオロギーとして国家神道が利用されるようになり神道以外の宗教団体への圧力が強まった。特に教育や思想の分野において国粋主義が強化されたことで西洋の宗教であるとみなされたキリスト教は苦しい立場におかれることになった。特に1931年の満洲事変勃発以降はその傾向が強まった。
1930年代後半になると、1936年における日独防共協定の締結など、ナチス・ドイツへの接近が強まっていく。当時のドイツでは、ナチズムと「アーリアン学説」の広まりを背景として、キリスト教は、ユダヤ教と同じセム系一神教(アブラハムの宗教)であることを理由として、厳しい統制を受けた。そのような時代背景において、日本におけるナチス・ドイツへの関心の高まりも、結果としてキリスト教に対する圧力を高めた。
1939年、帝国議会によって戦争遂行のため宗教団体を統制する目的で「宗教団体法案」が可決成立し、翌1940年4月1日から施行された。これによって、日本のキリスト教界において多くの団体が政府に協力した。

### カトリック教会の動向

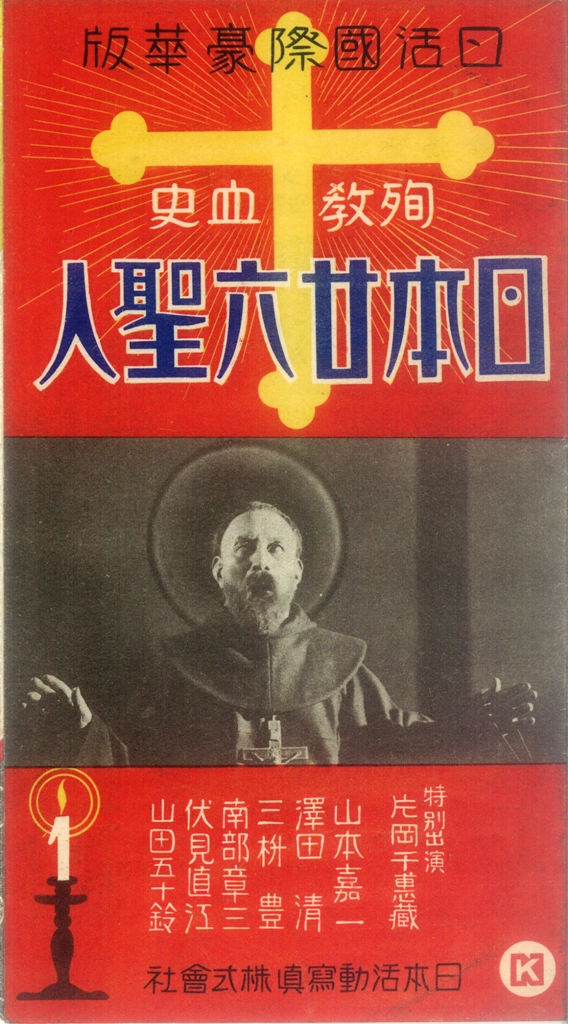
殉教血史
日本二十六聖人

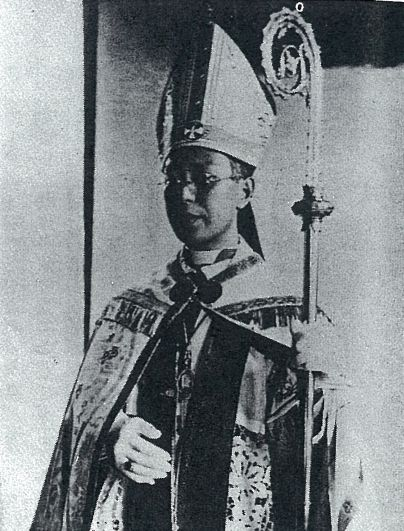
土井辰雄

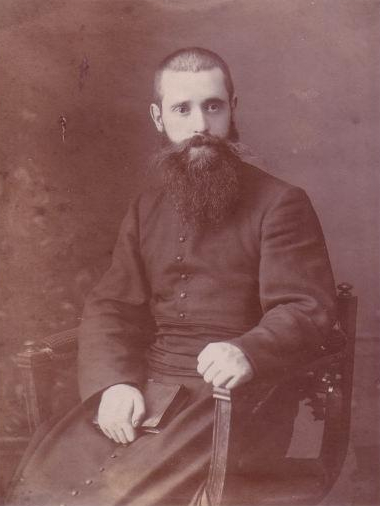
ヨゼフ・フロジャック

カトリック教会では、1933年から1934年にかけて奄美カトリック迫害が起こったほか、1932年には上智大生靖国神社参拝拒否事件が起こり、靖国参拝の強要に反対した学生への弾圧を受けて日本のカトリック教会は「靖国参拝は宗教活動に当たらない」との見解「第一聖省訓令」「祖国に対する信者のつとめ」を出し、以後戦争については沈黙した（ただ、司祭や信徒の中には天皇の神性を否定して逮捕された者もいる）。このように、軍国化していく日本において、社会的な迫害の対象に置かれるなど困難な社会的状況にあったため、1931年には、映画「殉教血史 日本二十六聖人」を製作公開するなど、キリスト教徒への偏見を払拭する試みが行われた。なお、1940年の登録信者数は119,324人であった。

#### 教育事業
困難な社会的状況の中、神言会の司祭であったヨゼフ・ライネルスは、1922年2月18日に設立された名古屋知牧区の初代教区長に就任すると、宣教とともに教育の重要性を唱えた神言会の意志を受け、教育機関の設立に奔走する。1932年1月、名古屋市に南山中学校（現在の南山学園）を設立し、初代理事長および校長を務めた。

#### 社会福祉事業
このような状勢の中でも、社会福祉事業は続けられた。パリ外国宣教会の司祭であったヨゼフ・フロジャックは、1927年、東京市中野療養所の結核患者の一人を見舞ったことを契機に療養所訪問を始めた。1929年には野方町丸山に民家を借用し、療養所から退院させられて行き場所のない患者5名を収容する。1930年には中野療養所の近くに「ベタニアの家」を建設し、患者15名を収容した。同年、女子患者のため、別に民家を借用して患者5名を収容する。1932年、今度は患者の子供を救済するため「ナザレトの家」を建設し、男児10数名を収容、さらに1933年、療養農園「ベトレヘムの園」を建設し、軽患者の男女60名を収容した。1934年、ベトレヘムの園隣接地を買収し、養護施設「東星学園」（現在のベトレヘム学園）を建設、ナザレトの家の児童33名を移し、ナザレトの家は乳児院に転換する。1936年には学園児のため、「東星尋常小学校」を開校した。
フロジャックは事業開始直後から周囲の無理解と資金難に苦しみながらも事業を維持し、戦中、戦後も多くの社会福祉施設や幼稚園・学校を設立した。ベタニアの家はその後、社会福祉法人「慈生会」へと発展し、また教育事業は東生学園へと発展した。

#### 宗教団体の設立
1941年5月、日本のカトリック教会は、宗教団体法に従いローマ教皇直属である日本の各司教区と日本に所在する修道会をすべて統合する団体として日本天主公教教団を設立、初代統理者に東京の土井辰雄司教を選出した。

### プロテスタント教会の動向

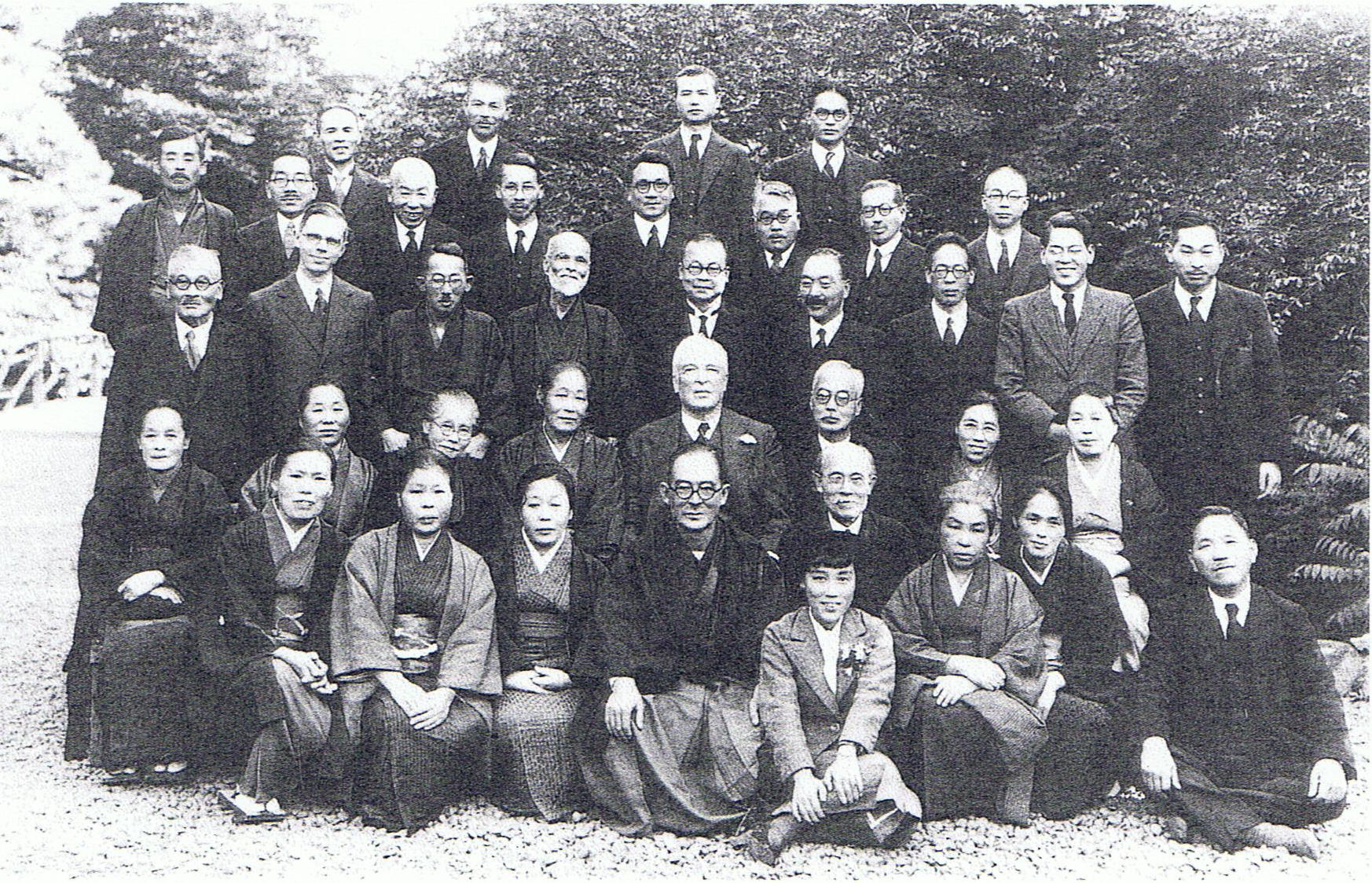
バークレー・バックストン最後の来日。三谷種吉らと。1937年

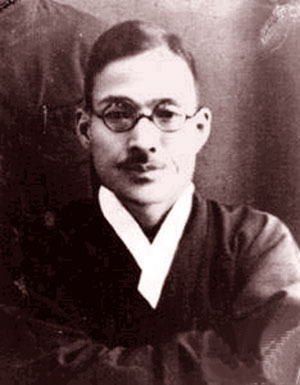
朱基徹牧師

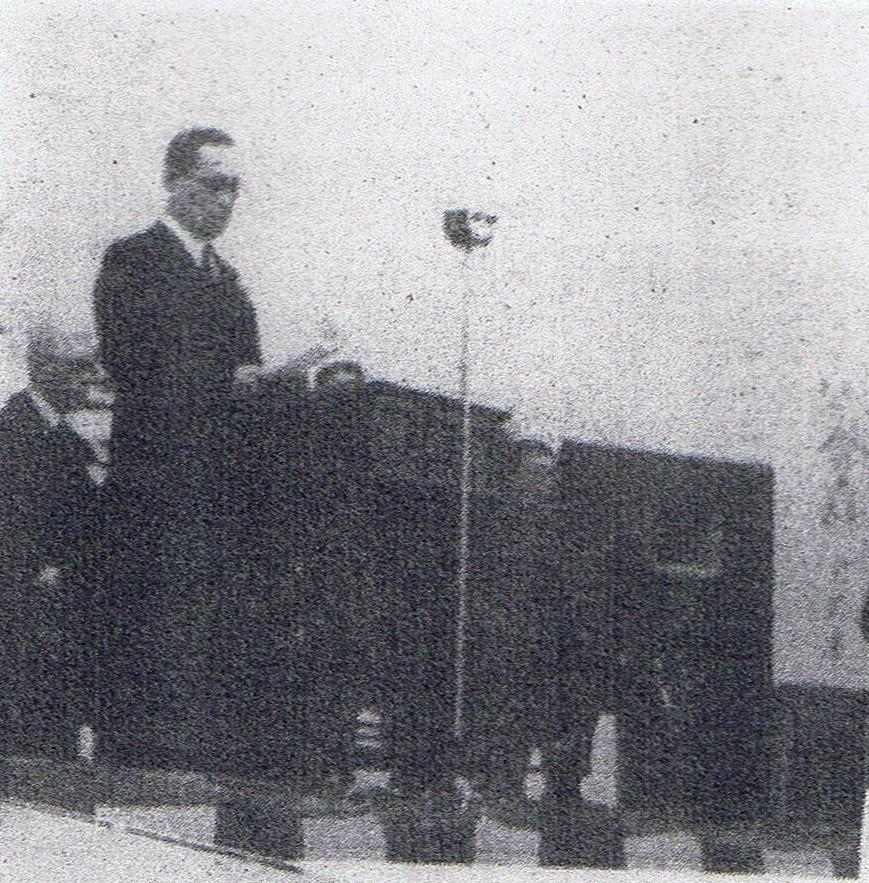
日本基督教団統理者富田満

プロテスタントでは、朝鮮の長老派が神社参拝を拒んでいたため、日本政府は1938年6月末、同じ長老派系統の日本基督教会大会議長富田満を派遣して朱基徹牧師ら朝鮮の長老派を説得させるが、朱基徹らは拒んだため、殉教することになる。朝鮮の教会は、約70名の牧師が投獄、拷問に遭い50名が殉教し、2,000名の信徒が投獄され、約200の教会が閉鎖された。

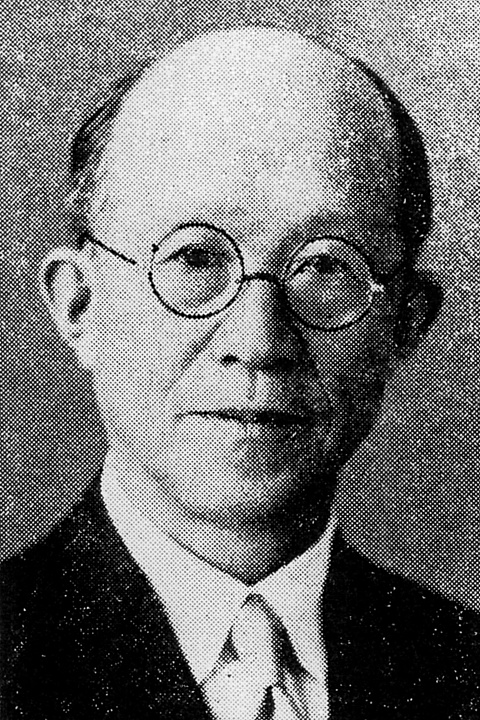
第11代同志社総長牧野虎次

1939年に成立した宗教団体法を受けて青山学院で開催された皇紀二千六百年奉祝全国基督教信徒大会の決議に基づいて、1941年にプロテスタント32教派が自発的に統合し、日本基督教団が結成された。これにともない、日本各地のプロテスタント系神学校の大半は1943年に日本東部神学校・日本西部神学校・日本女子神学校の3校に統合された。さらに1944年には男子校2校の再統合により日本基督教神学専門学校が設立された（同時に日本女子神学校も日本基督教女子神学専門学校と改称）。
このような大合同の動きに最後まで抵抗したのは同志社大学で、学徒出陣によって授業継続が困難となった状況下でも同大神学科は廃止されることなく終戦を迎えた。

この困難な時代、日本のキリスト教界において多くが国家に妥協する一方、戦争反対を表明した一部の教会、再臨信仰を咎められたホーリネス系教団、神社参拝を拒否した美濃ミッション等には徹底した弾圧が加えられ、解散に追い込まれた。ホーリネス弾圧の中で命を落とした者に小山宗祐、菅野鋭、斉藤保太郎、辻啓蔵、小出朋治（獄中での死亡順）、竹入高、池田長十郎、佐野明治（出獄後死亡）などがいる。

### 正教会の動向

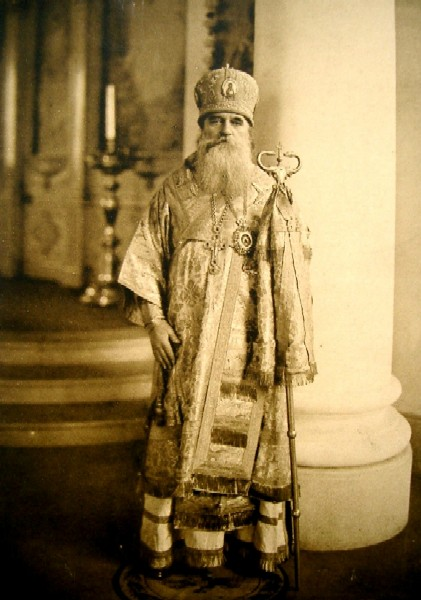
セルギイ府主教

戦時下の中で、正教徒の外交官である杉原千畝は「命のビザ」を発行し、ナチスの虐殺からユダヤ人を生命の危機からを助けた。イスラエルの回復を祈るホーリネス系のキリスト者が逃れてきたユダヤ人たちを受け入れた。旧約の神の民のうち、ある人は日本から渡米し、また再建されたイスラエルに帰還していった。
1931年、大主教ニコライの後継者であるセルギイ・チホミーロフは府主教に昇叙された。だが、共産主義政権（ソ連）の下で弾圧されその監視下にあるロシア正教会の意思・決定に忠実なセルギイに対し、亡命ロシア人や日本人信徒から様々な反発が起こった。
このような状況下で、セルギイを、その任から解き日本人を主教にするよう日本政府から圧力がかかった。日本正教会は抵抗することもなく、1940年、セルギイは引退を余儀なくされ、代わってニコライ小野帰一が主教に着座した。その後も当局の監視は続き、高齢のセルギイは1945年に特別高等警察に逮捕され拷問を受け、約1ヶ月拘留された。釈放後の同年8月10日、終戦の5日前にセルギイは死去した。拷問による衰弱死といわれている。

## 戦後昭和から平成前半
1945年8月に第二次世界大戦が日本の降伏と連合国の勝利により終結すると、進駐してきたGHQの指示によって国家による神社への保護（国家神道）が廃止されたことにより、キリスト教各派は自由に活動できるようになった。さらに1945年10月、宗教団体法が撤廃され宗教法人令が公布・施行されると、戦時中に統合・監督的束縛を加えられていたキリスト教各派は、一斉に組織の再編に着手すると共に、日本各地で大規模な布教を開始。キリスト教ブームが発生したが、1950年代には終息した。
1946年、日本国憲法によって完全な信教の自由が認められると、海外のキリスト教諸団体は活発に宣教師を派遣するようになった。さらに、かねてから準備されていた口語訳聖書も出版（新約1954年、旧約1955年）された。

### カトリック教会の動向
1945年11月に全国臨時教区長会議を開催、従来の教団組織を改称し、翌12月には天主公教教区連盟を設置した。さらに1947年5月に全国教区長会議および教区連盟理事会が開かれて、今後の事業計画や活動方針を示すと共に、「教区長共同教書」が発表され、大々的に布教活動が行われた。その結果、登録信者数は1946年の108,324人から1950年には143,461人に増加し、さらに1955年には212,318人、1968年には344,343人となって戦前をはるかに凌ぐ比率で増加した。
また世界レベルでは、二つの世界大戦を防げなかったことと、戦後も冷戦構造の中で精神的な指導力を発揮できないことへの反省から、1962年以降、カトリック教会で「アジョルナメント」（現代化）を目指した公会議（第2バチカン公会議）が行われた。この会議では、カトリック教会の冷静な現状認識と今後の方向性が確認された。その中でヨーロッパ中心的な思考にとらわれすぎていたカトリック教会の姿勢が正され、もっと世界規模の視野を持って、教会のあり方を考える必要性が痛感された。
公会議のこのような精神に沿って、教会生活全体の見直しが行われたが、その一環として典礼の国語化が進められた。日本でもミサをはじめとする典礼の日本語式次第と、典礼の中で用いられる日本語聖歌（典礼聖歌）が作成された。また公会議では他宗教、特にキリスト教他教派への敬意と対話という方針がはっきりと打ち出された（「エキュメニズム」と呼ばれる宗教間対話の動きは、元々プロテスタントの中から起こったもので、1910年のエディンバラ宣教会議を嚆矢とする）。
こうしたエキュメニズムの精神にそってプロテスタント諸教派とカトリック教会の聖書学者が結集して聖書の翻訳事業が行われることになった。ここに共同訳聖書（1978年）が完成し、さらに共同訳聖書における問題点を改善して出版されたのが新共同訳聖書（1987年）である。
1981年には、史上初めてローマ教皇ヨハネ・パウロ2世が来日。東京、広島、長崎を訪れ、「平和アピール」を発表するなどした。

### プロテスタント教会の動向
1956年2月にビリー・グラハムが来日し、日本における最初のビリー・グラハム伝道大会が開かれた。
1959年は、プロテスタント宣教百周年記念行事が、エキュメニカル派と福音派で別々に開かれた。エキュメニカル派では日本キリスト教協議会、日本基督教団を中心として開催された。その後1970年の大阪万博では、カトリック教会とエキュメニカル派のプロテスタントとの共同によるキリスト教館の出展があった。この頃から日本基督教団では、教会派と社会派が対立し、教団紛争と呼ばれる紛争状態に入った。

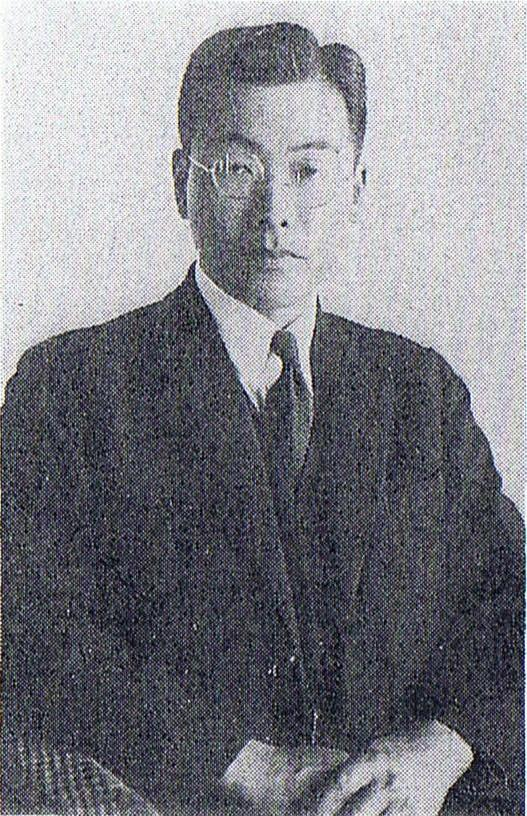
常葉隆興牧師

一方、福音派（聖書信仰派）は、イムマヌエル綜合伝道団の蔦田二雄、ホーリネスの車田秋次、日本キリスト改革派教会のマキルエン、常葉隆興、岡田稔、聖書キリスト教会の尾山令仁らを指導者として、1959年に日本宣教百年記念聖書信仰運動を展開し、翌年日本プロテスタント聖書信仰同盟の発足を見た。この働きが新改訳聖書（新約1965年、旧約1970年）の出版と日本福音同盟の成立（1968年）につながった。エキュメニカル派は世界教会協議会 (WCC) と交わりを持ち、福音派は世界福音同盟、ローザンヌ運動と交わりを持っている。
1974年に日本で最初の日本伝道会議が開催され、イギリスのジョン・ストットが招かれた。70年代は福音派の協力関係が結ばれ、聖書信仰の教会が教勢を伸ばした時代であり、「はばたく日本の福音派」と呼ばれている。
1999年10月末に、京都市の国立京都国際会館で「世界宣教会議」が開催され、奥山実牧師が委員長を務めた。この「世界宣教会議」は、『キリスト教年鑑』2001年版によって「日本キリスト教史上最大規模の『世界宣教会議』」と呼ばれている。

### 正教会の動向
西方教会諸派が戦後に日本で教勢を回復する一方で、日本正教会は戦後を迎えてもなお安定することはなかった。第二次世界大戦も他教派と同様に正教会にとり苦悩の原因であったが、それ以上の長期に亘る苦悩の原因としてソビエト連邦の存在があったためである。共産主義諸国で弾圧を受けており、経済的・人的援助はロシア正教会から行われなかったにも拘わらず、正教会は「アカ」のレッテルを貼られて各地で教勢を衰退させた。
また、日本正教会内部も、ソビエト連邦による弾圧・監視下にあるモスクワ総主教庁の意思の真正性に対する疑問から、母教会たるロシア正教会との関係をどのような形にするのかについてロシア革命直後から戦後しばらくまで様々な立場に割れた状態が続いており、これも教勢衰退の原因となった。
1970年になってモスクワ総主教庁とアメリカ正教会と日本正教会の合意が成立し、日本正教会はロシア正教会を母教会とする自治教会の祝福を得ることで、ようやく教会組織の安定を得た。
2000年5月には史上初めてモスクワ総主教アレクシイ2世が日本を訪問した（逆に言えば日本正教会はロシア正教会の子教会であるにも拘わらず、モスクワ総主教が訪日したことが歴史上実に一度も無かったことを意味する）。来日時、アレクシイ2世は日本正教会の首座主教の着座式を執り行うとともに、天皇とも会見している。また、着座式にはアメリカ正教会からも首座主教の出席があった。
混乱の時代を経ながらも、日本正教会は明治の日本語訳による奉神礼を守り続けて今日に至っている。

## 平成後半から令和
2008年11月24日、日本のカトリック教会は、長崎市の長崎県営野球場において「ペトロ岐部と187殉教者列福式」を挙行した。これは日本カトリック史上初めて日本で行われた列福式であった。
2009年には、日本プロテスタント宣教150周年を記念して、エキュメニカル派、福音派、聖霊派の三派の共同になる日本プロテスタント宣教150周年記念大会が開催された。
2010年5月に、エディンバラ宣教会議100周年を記念して世界宣教東京大会が開催。初日に大川従道牧師らが説教した。また閉会式で尾山令仁牧師が日本の犯した罪を謝罪し、これにこたえてアメリカ合衆国の代表が日本に原爆を投下した罪と世界に対して犯した罪を謝罪した。
2013年4月11日付のカトリック新聞オンラインに「旧日本軍に殺された司教、列福へ一歩前進」という記事が掲載された。内容は、「日中戦争中に起きた正定事件によって殺害された司教ら9人の列福運動が、オランダで進んでいる」というものだったが、この虐殺事件の真偽が問題視され、西村眞悟がブログ上で抗議するなど波紋を呼んだ。
2016年、京都府木津川市に、コプト正教会系列の聖母マリア・聖マルココプト正教会が開設された。
2019年11月23日-26日の日程で第266代ローマ教皇フランシスコが来日（1981年の第264代教皇ヨハネ・パウロ2世以来、2度目の教皇来日）。教皇来日のテーマは、「すべてのいのちを守るため〜PROTECT ALL LIFE」。フランシスコ教皇は東京都、広島県、長崎県を訪問し、東日本大震災被災者との交流、皇居での今上天皇（徳仁）との会見や総理大臣官邸での安倍晋三首相との会談、東京ドームでの5万人ミサなどを行った。
2024年10月1日には内閣総理大臣にクリスチャンである石破茂が就任した。

### 主な聖書翻訳
2003年に、新日本聖書刊行会は、差別用語を中心に改訂し、新改訳第3版を発行。そして宗教改革500年の2017年に、新改訳の大幅な改訂が実施され、新改訳2017を発行。ほとんどの節に何等かの改訂が施された。フランシスコ会聖書研究所は、2011年にそれまでバラで発行していた聖書の合冊版を発行。日本聖書協会はカトリック側と共同で新共同訳の改訂に着手し、2018年に聖書協会共同訳を発行。新改訳2017も聖書協会共同訳も初刷で改訂箇所が見つかり、それぞれ発行された翌年に改訂している。

## 芸術とメディア

### 小説・文芸
日本文学を専門とする文学者であるレベッカ・スッターは著書『Holy Ghosts: The Christian Century in Modern Japanese Fiction』（2015年）においてキリスト教に対する近代以降の日本人の見解を提示している。スッターはキリスト教を外国に対する恐怖と憎悪という、日本人論を支配する典型的な2つの感情を表現するために用いられていることを指摘している。1960年から1990年代半ばにかけて、小説の領域ではキリスト教の文化は娯楽ではなく危険と悪の象徴へと変容し、キリスト教徒の登場人物は一貫して否定的な存在として描かれ、絶え間のない悪魔化が行われるようになったと述べている。
スッターはキリスト教の文化的受容と日本人論との関連も指摘し、「日本文化を例外的であると特徴づける」傾向や「日本人は文化的および社会的に均質な人種であり、その本質は有史以前から現代に至るまでほとんど変わっていない」、そして「他のすべての既知の民族とは根本的に異なる」とする前提があると解説している。多くの日本人論によると日本と西洋はあらゆる点でかけ離れているが、キリシタンやキリスト教を通じて西洋のステレオタイプを語るときは、日本が西洋より優れたものとして描かれると記述している。

### 漫画・ライトノベル
漫画などの大衆文化においても、キリスト教は日本の保守思想や日本人のアイデンティティーの基本的な論理展開を補強するために用いられており、日本の中心をめぐる争いを象徴する存在として内と外の境界を分ける外部性を獲得するようになったという。
バブル経済の破綻以降、漫画に頻繁に登場するキリシタンやキリスト教徒には日本人のアイデンティティーの一体性を呼び覚ますために用いられてきた外国人への恐怖を呼び起こす機能を担うようになった。日本の保守言論はキリシタンの伝統的な敵としての象徴的役割を使用し続け、漫画などの大衆文化によってその図式がますます試みられるようになっていると指摘されている。
キリスト教という現代日本ではとるに足らないマイノリティーが、恐るべき外部の者という特性を具体化し、主人公に勝利を与えるために必要となるお決まりのパターンとして使われるようになったと解釈されている。キリスト教は17世紀と同様に、21世紀でも日本の大衆文化と政治のモラル・パニックを具現化したものとして重要性は変わらないと見られている。

### 反キリスト教プロパガンダの持続的遺産
現代日本において、キリスト教はエスノセントリズムと反キリスト教的偏見に根ざした歴史叙述の歪曲に直面している。史的プロパガンダ、特にローマカトリック教会やイエズス会を標的としたものは、特定の政治的・宗教的・社会的な意図によって推進されてきた。これらの取り組みは、イエズス会を悪意ある存在として描き、誇張された、あるいは信じがたい非難を浴せてきた。このような主張は、キリスト教を外部の異質な存在として中傷し、排外主義的な感情を活用して日本でのキリスト教の社会的評価を下げようとする、広範かつ狂信的な試みを反映している。

## 直近のキリスト教人口
文化庁宗務課の統計『宗教年鑑　令和3年版』（2021年）によると、2020年12月31日時点で日本におけるキリスト教人口は1,915,294人で、対総人口比率は1.1%である。
ただし『宗教年鑑』は宗教法人化されていない宗教団体は含んでいないこと、逆に異端とされがちな宗派を含んでいることに注意が必要である。
『宗教統計調査 文化庁 令和2年度』によると、2019年末時点でのキリスト教人口の内訳は、カトリック教会880,277人、プロテスタント諸教派総計341,066人、日本ハリストス正教会9,468人、末日聖徒イエス・キリスト教会128,132人である。
「宗教年鑑 令和3年版」によると、都道府県別人口100人あたりのキリスト教徒数トップ5・ワースト5は下記の通りである。
| 順位 | 都道府県 | 人数  | 順位 | 都道府県 | 人数   |
| ---- | -------- | ----- | ---- | -------- | ------ |
| 1位  | 東京     | 6.2人 | 43位 | 福島県   | 0.39人 |
| 2位  | 長崎県   | 4.8人 | 44位 | 島根県   | 0.39人 |
| 3位  | 神奈川   | 3.3人 | 45位 | 岩手県   | 0.34人 |
| 4位  | 沖縄県   | 2人   | 46位 | 富山県   | 0.30人 |
| 5位  | 兵庫県   | 1.1人 | 47位 | 福井県   | 0.27人 |